# Kommunvapen i Luxemburg
Ett galleri över Luxemburgs kommunvapen.

## Nuvarande kommuner

Beaufort
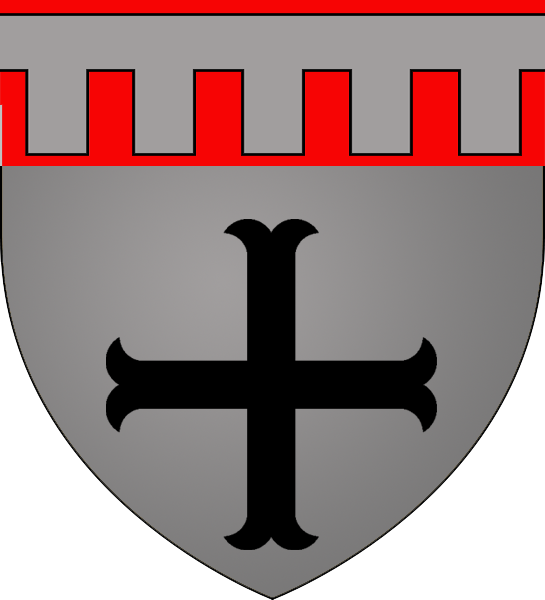
Bech
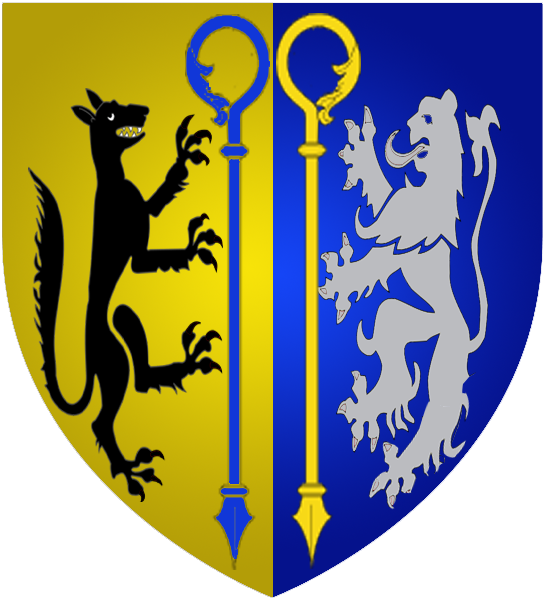
Beckerich
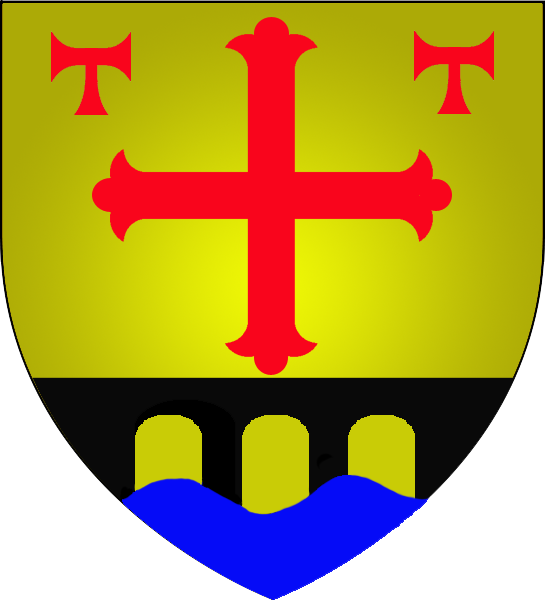
Berdorf
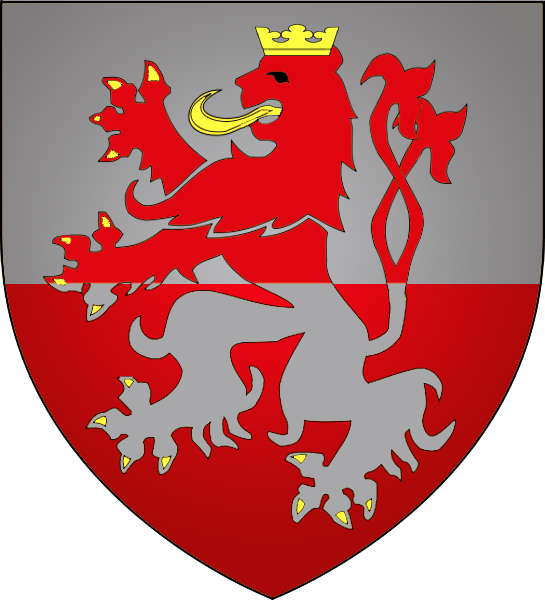
Bertrange
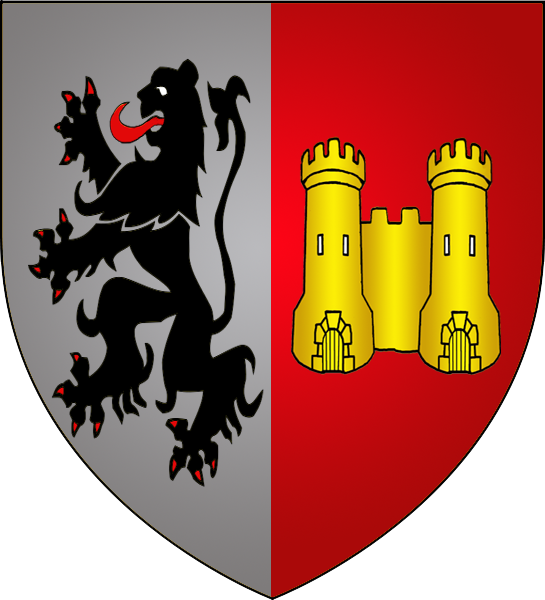
Bettembourg
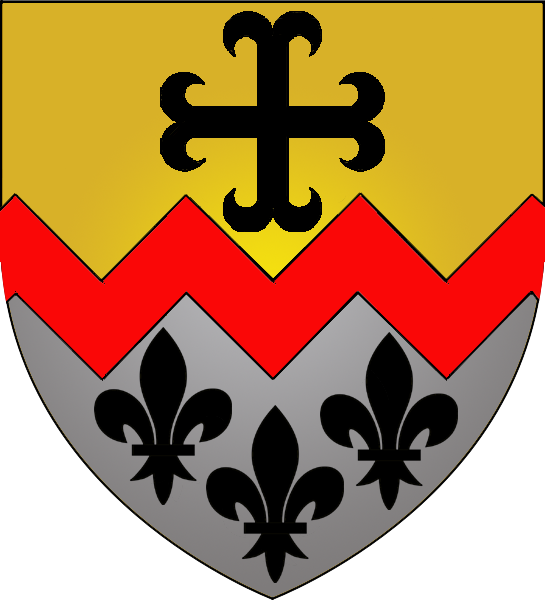
Bettendorf
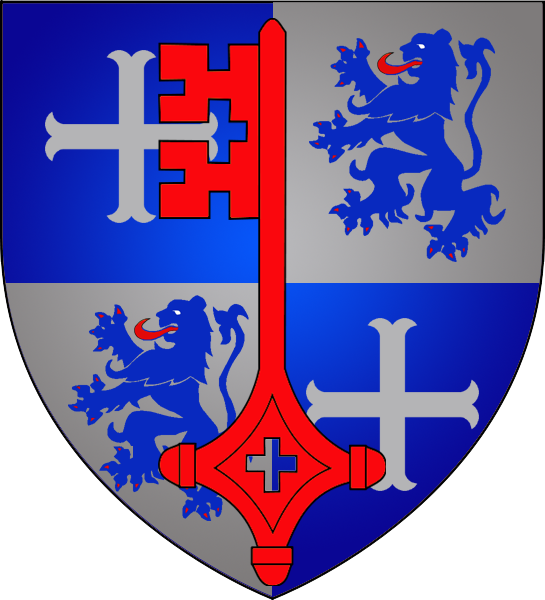
Betzdorf
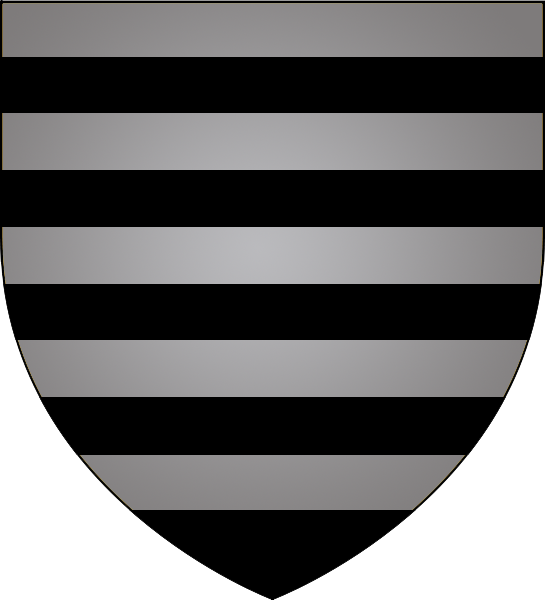
Bissen
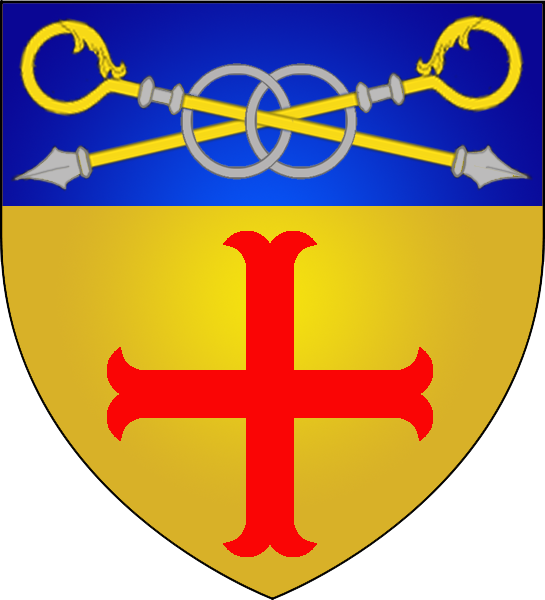
Biwer
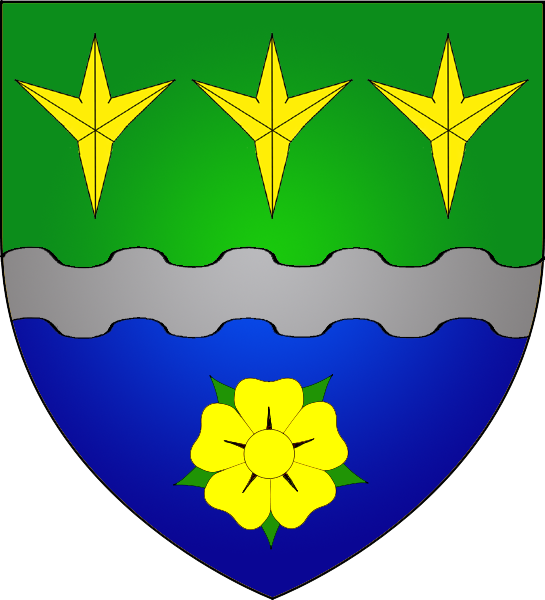
Boulaide
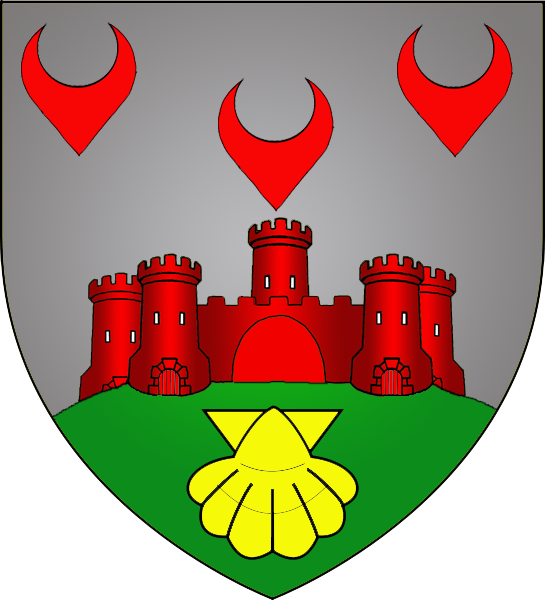
Bourscheid
Bous-Waldbredimus
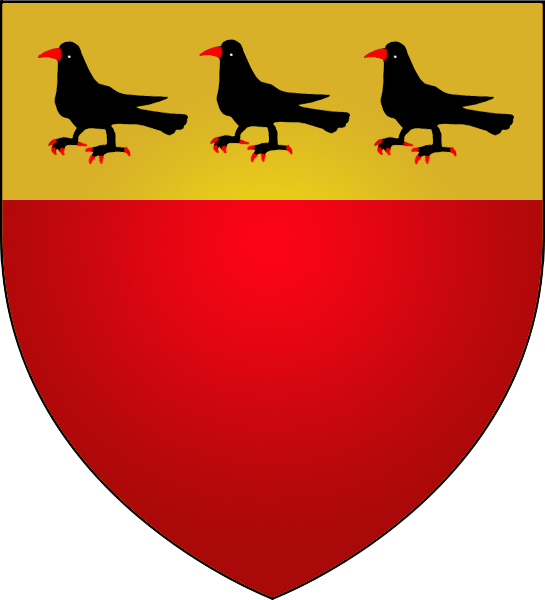
Clervaux
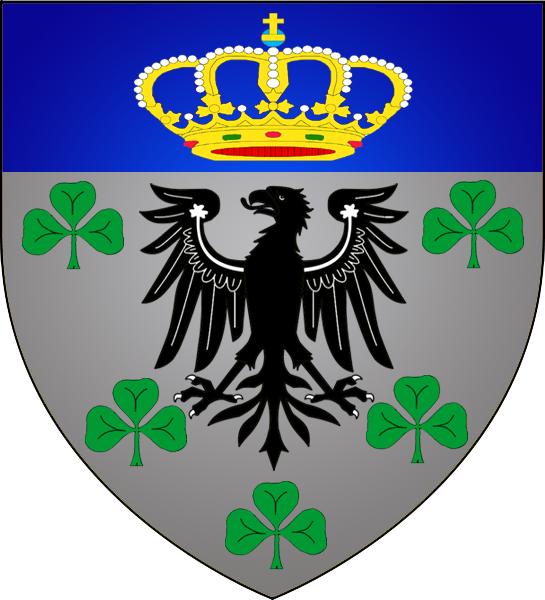
Colmar-Berg
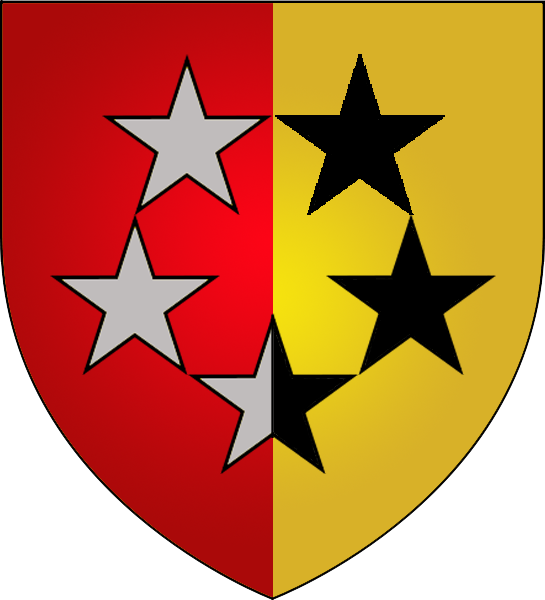
Consdorf
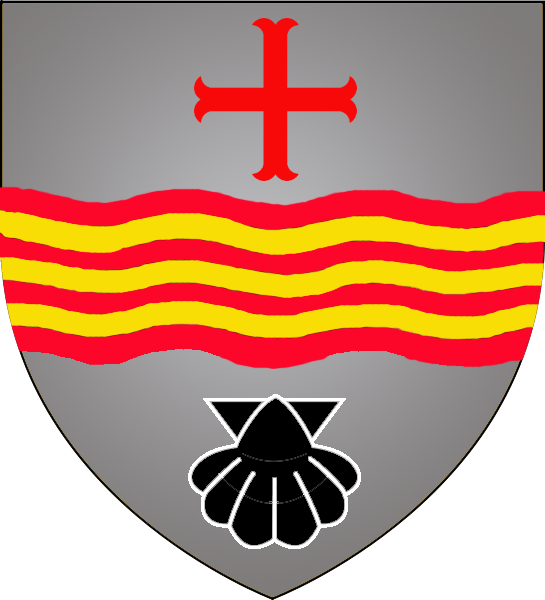
Contern
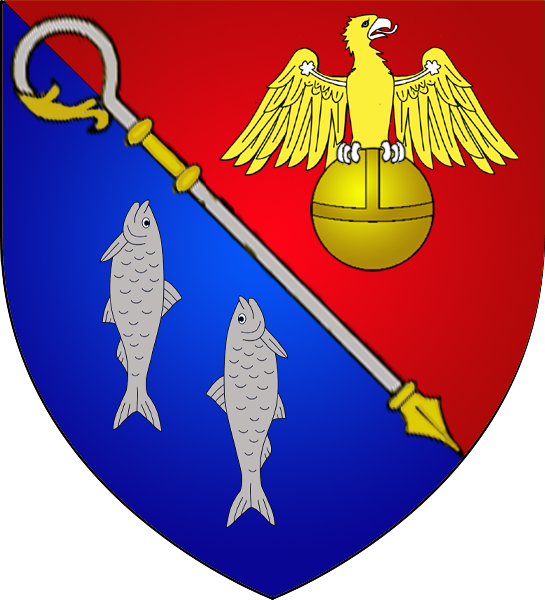
Dalheim
Diekirch
Differdange
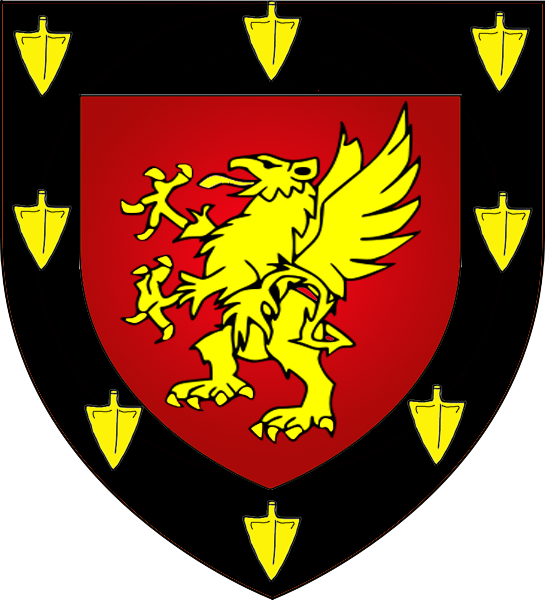
Dippach
Dudelange
Echternach
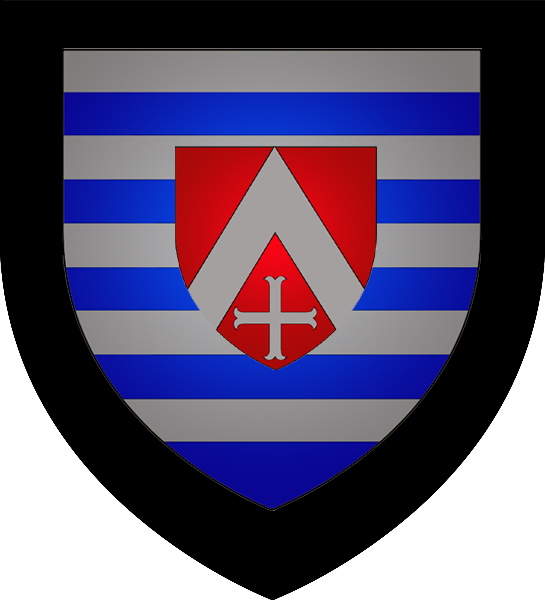
Ell
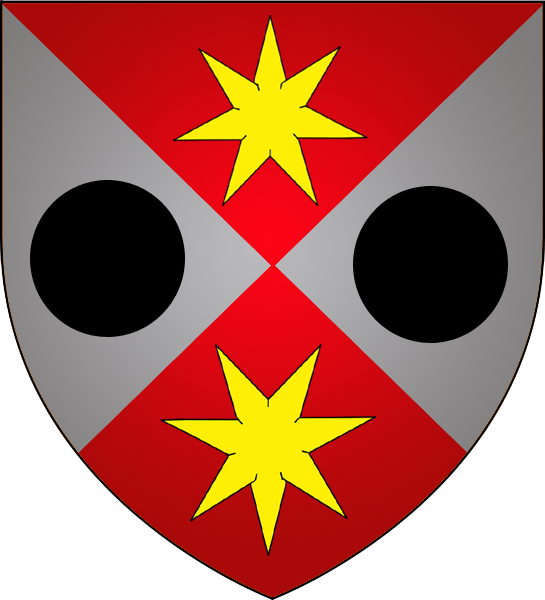
Erpeldange-sur-Sûre
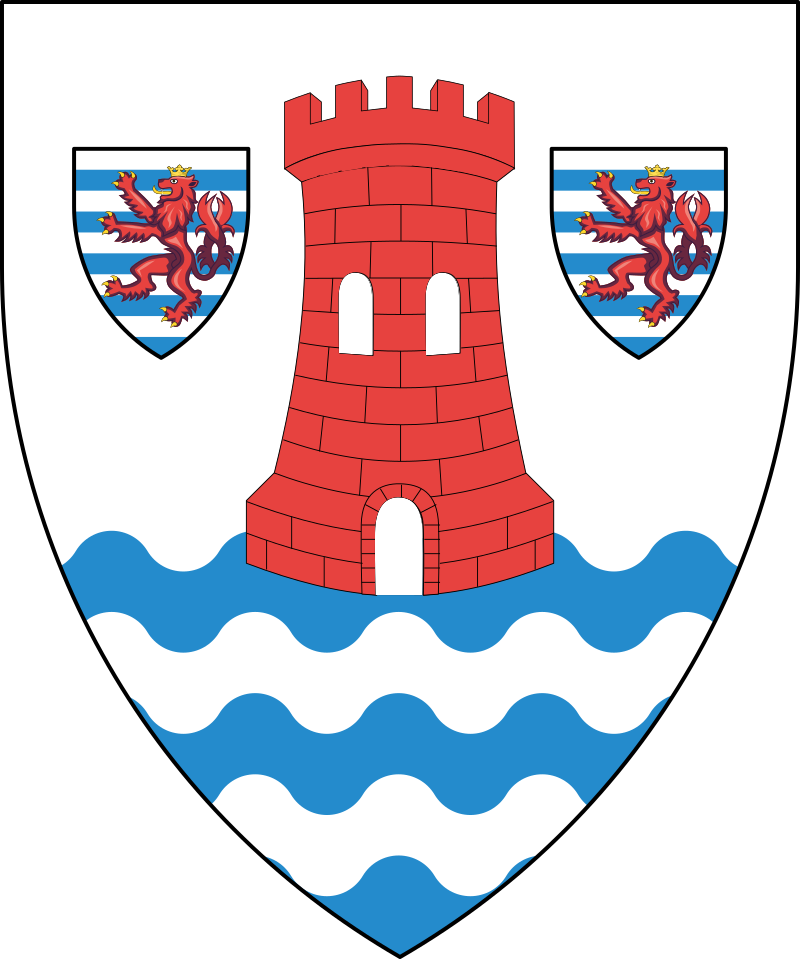
Esch-sur-Alzette
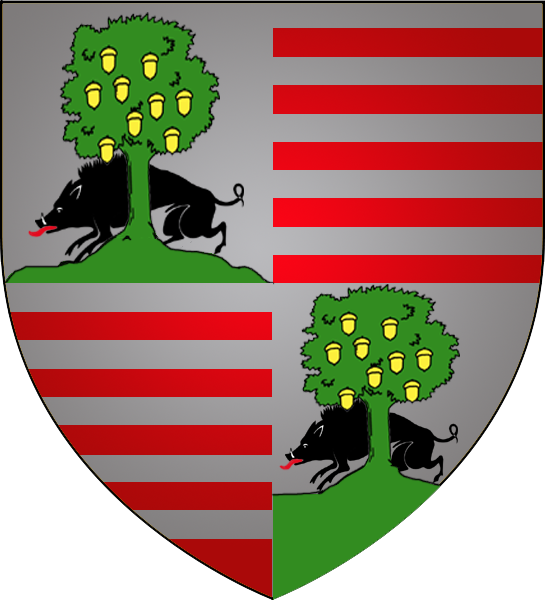
Esch-sur-Sûre
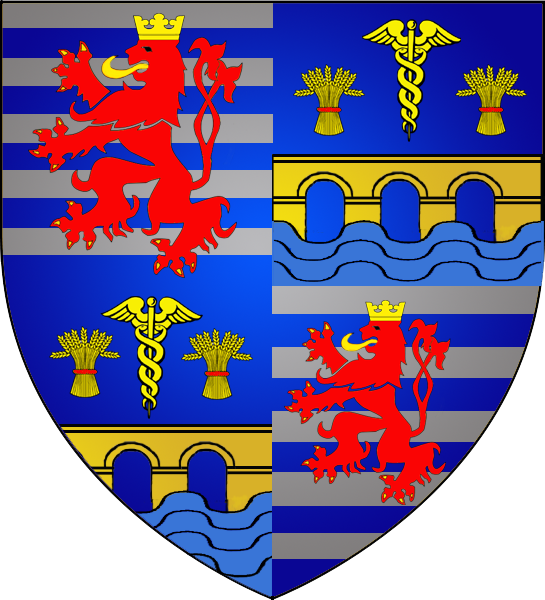
Ettelbruck
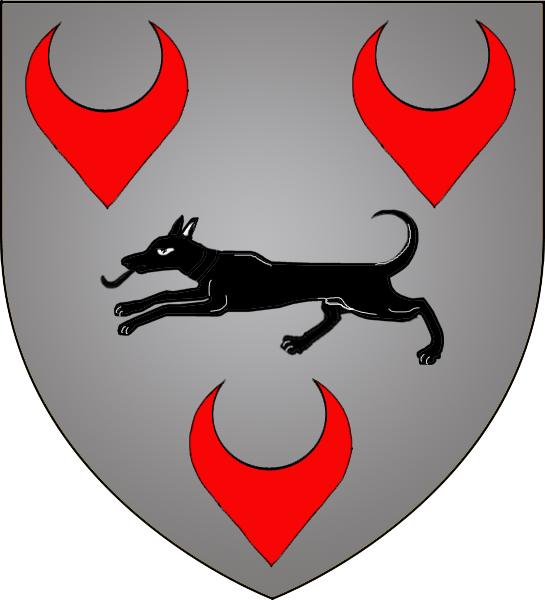
Feulen
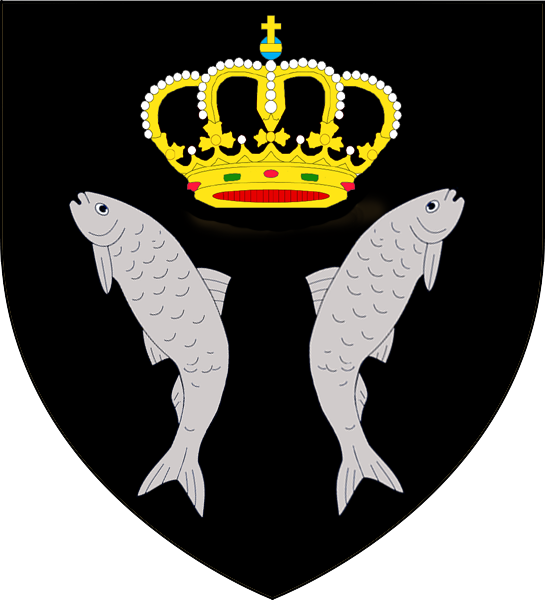
Fischbach
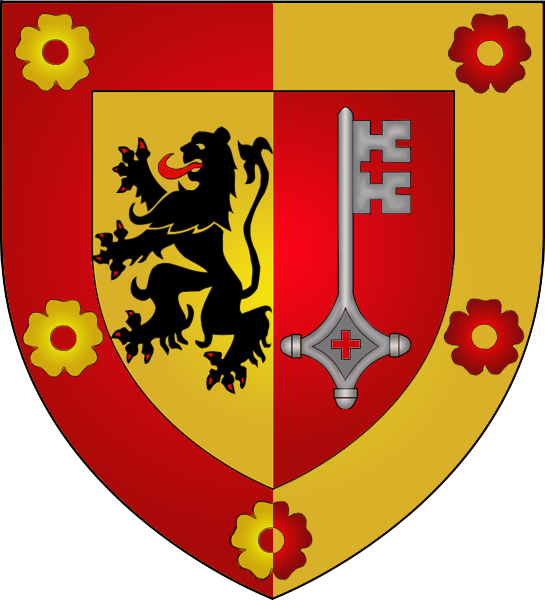
Flaxweiler
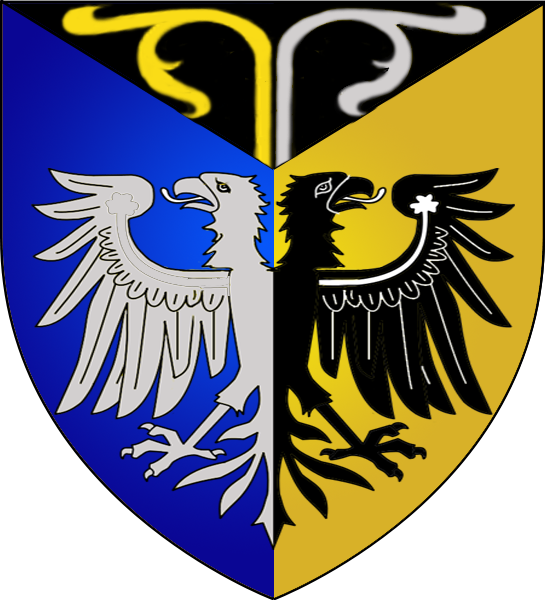
Frisange
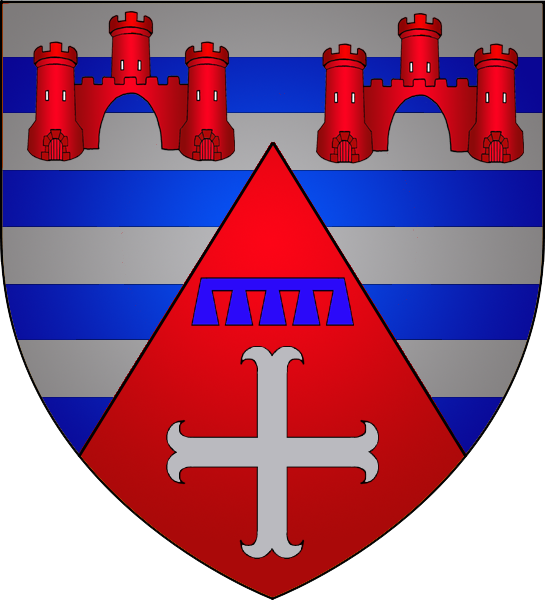
Garnich
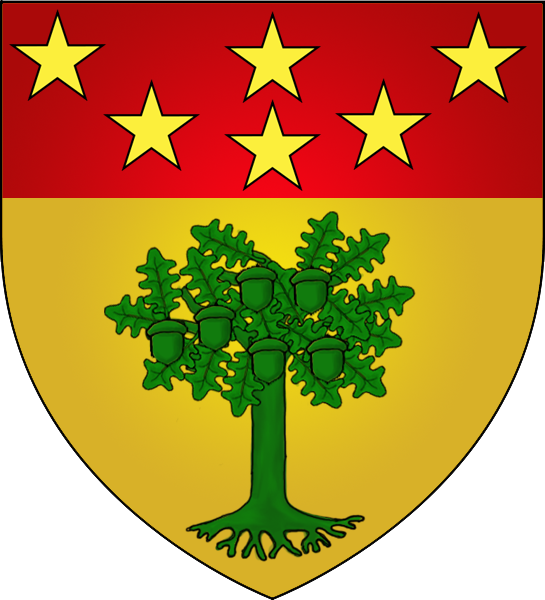
Goesdorf
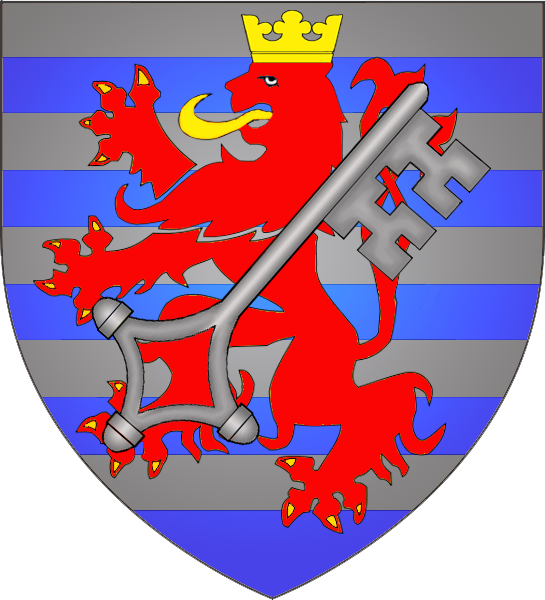
Grevenmacher
Groussbus-Wal
Habscht
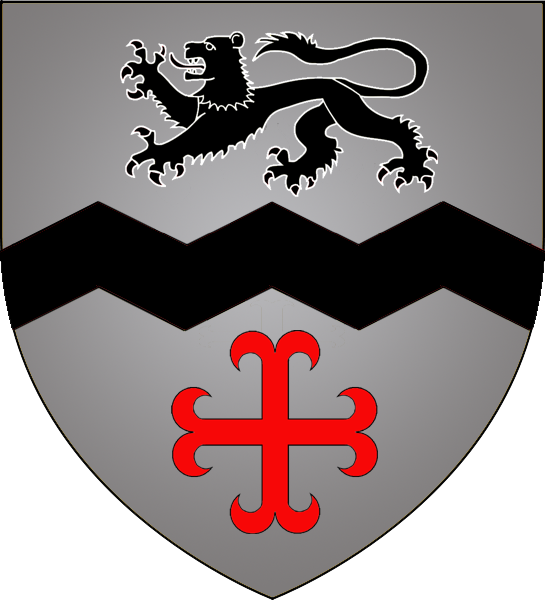
Heffingen
Helperknapp
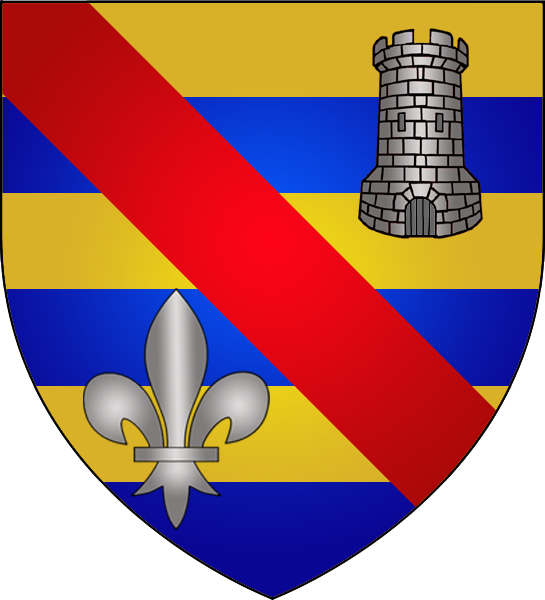
Hesperange
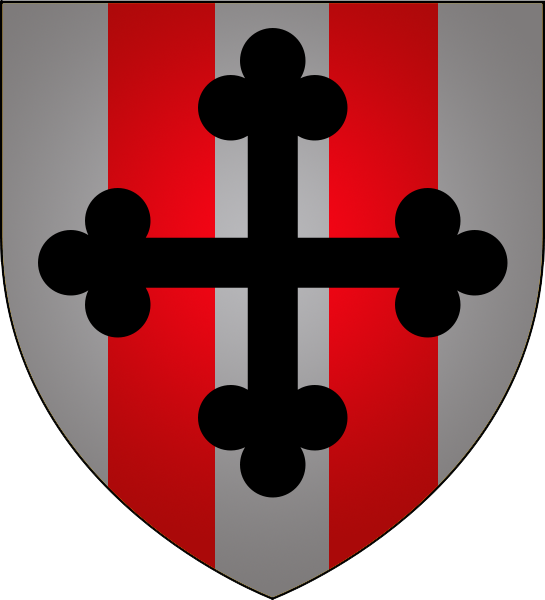
Junglinster
Käerjeng
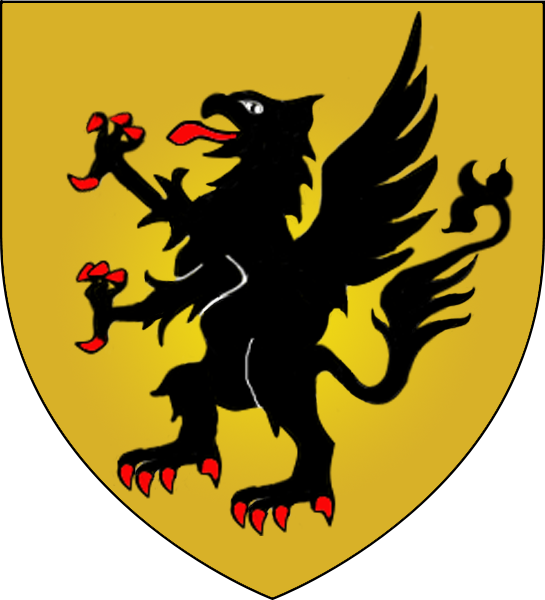
Kayl
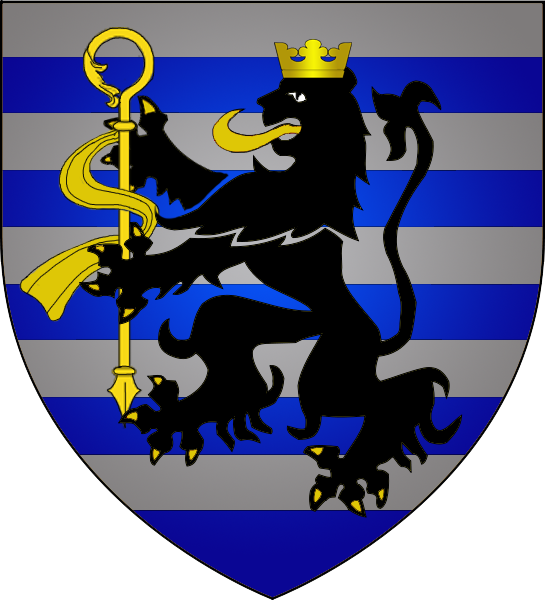
Kehlen
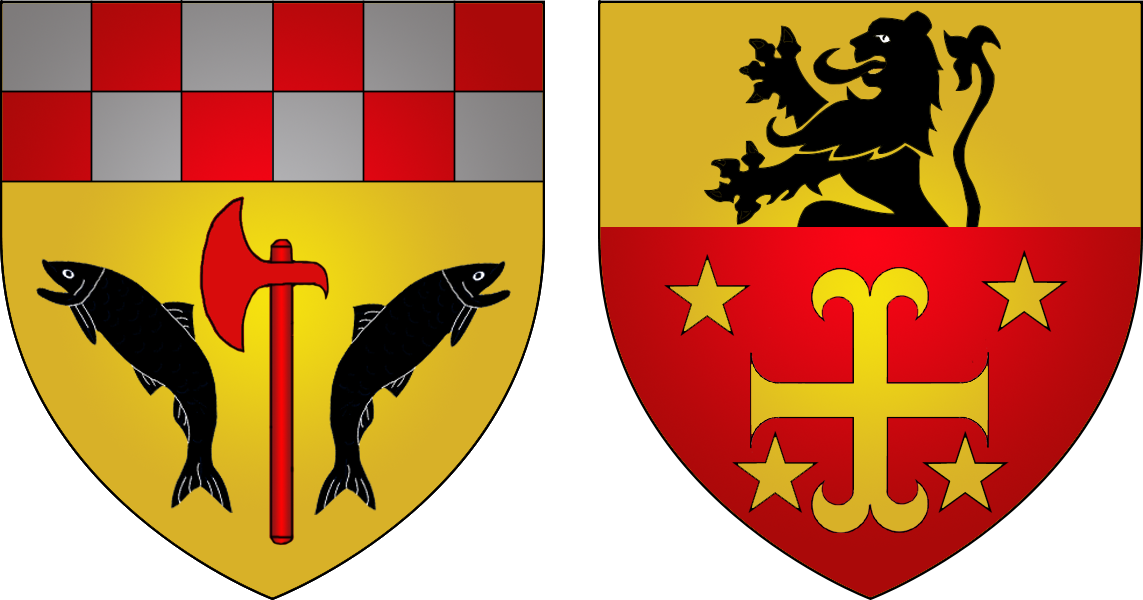
Kiischpelt
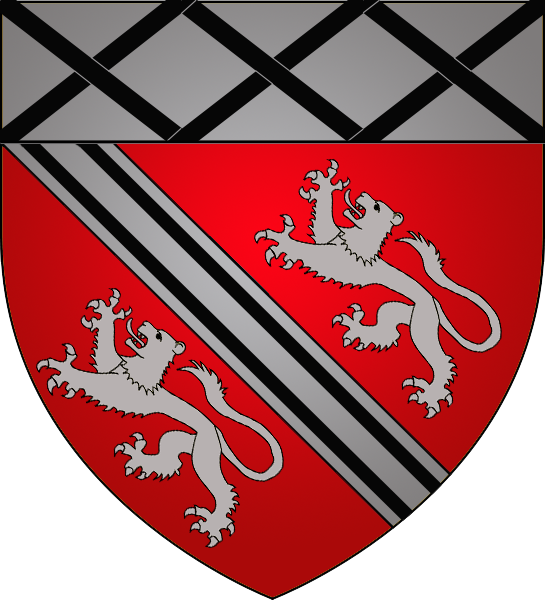
Koerich
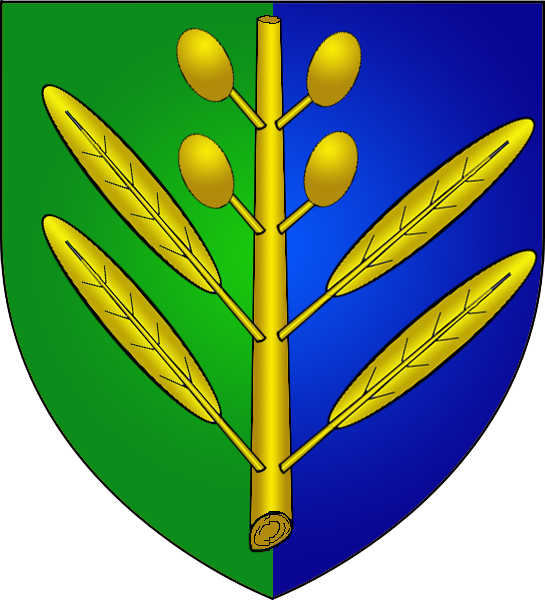
Kopstal
Lac de la Haute-Sûre
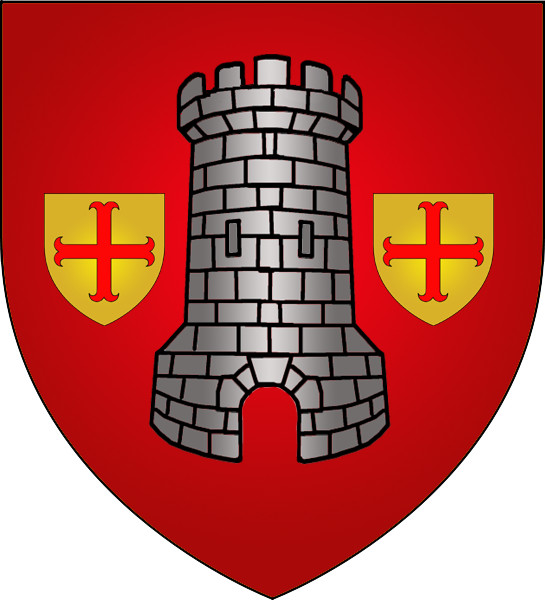
Larochette
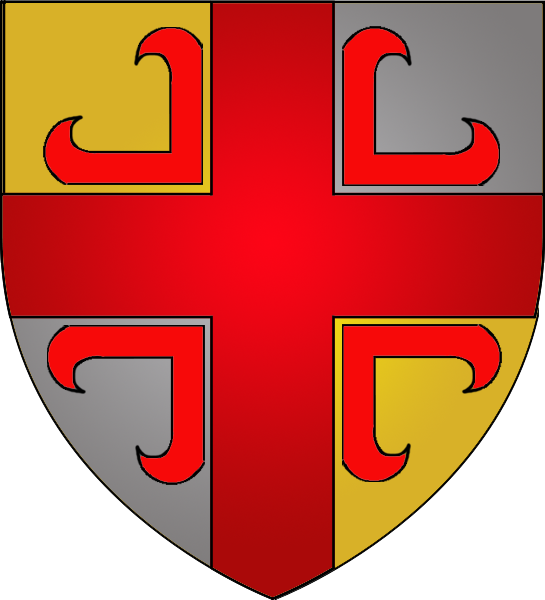
Lenningen
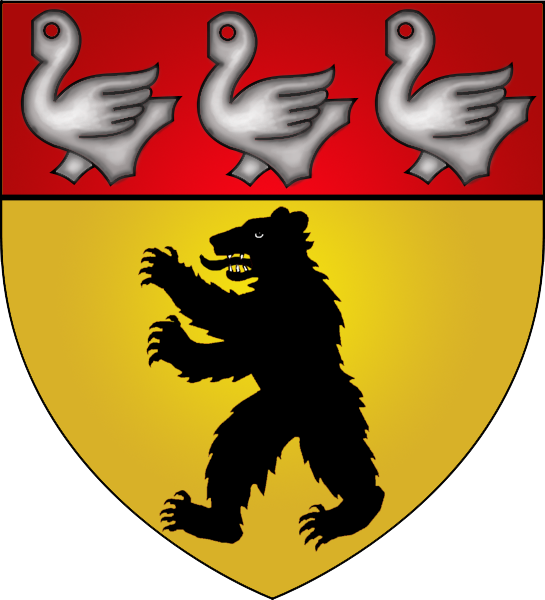
Leudelange
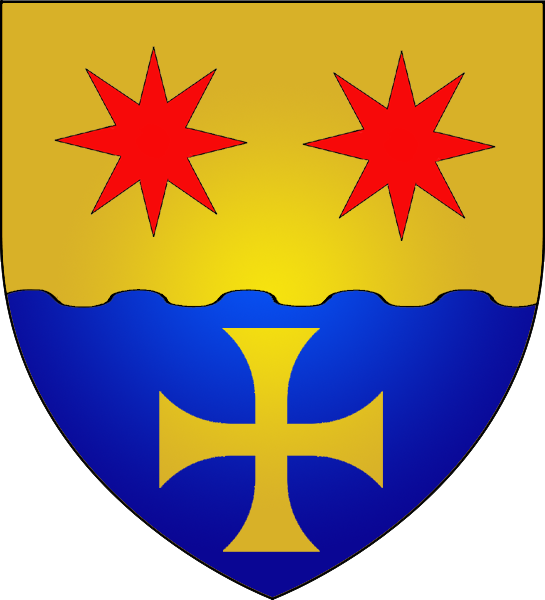
Lintgen
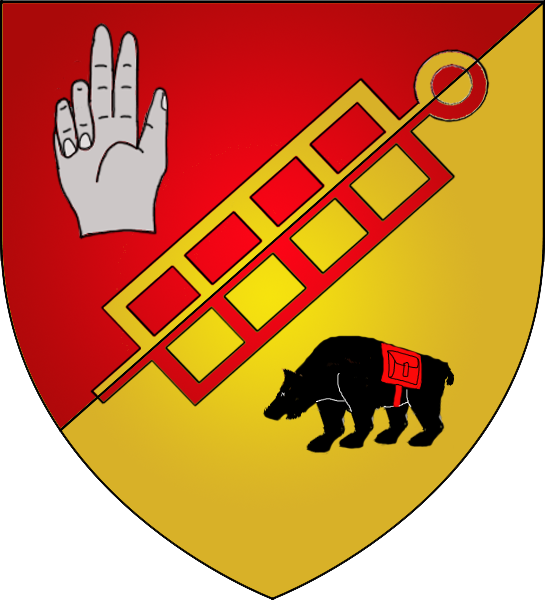
Lorentzweiler
Luxemburg
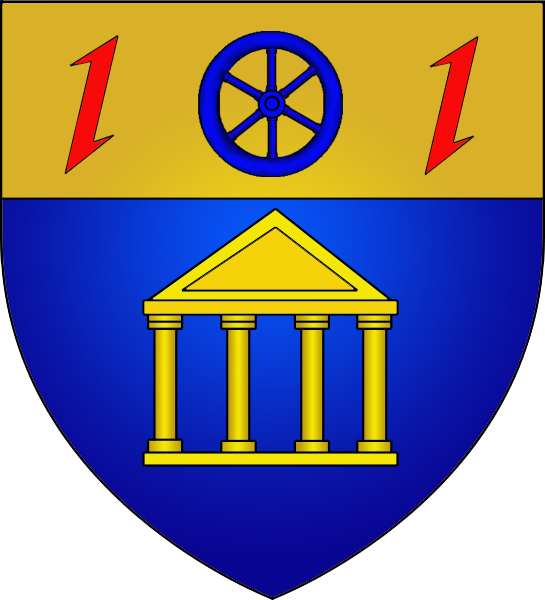
Mamer
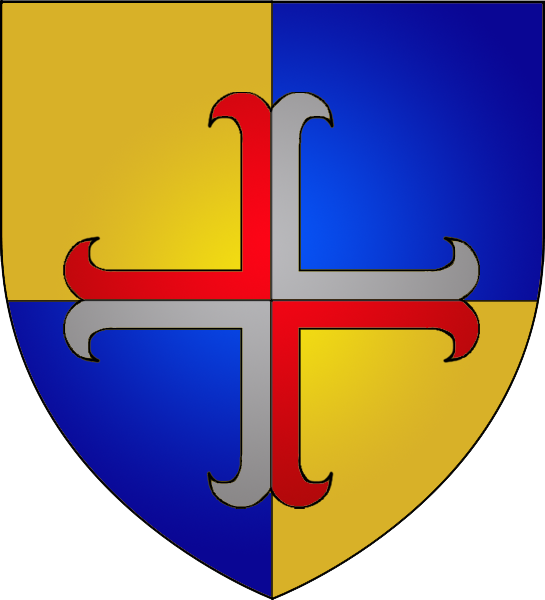
Manternach
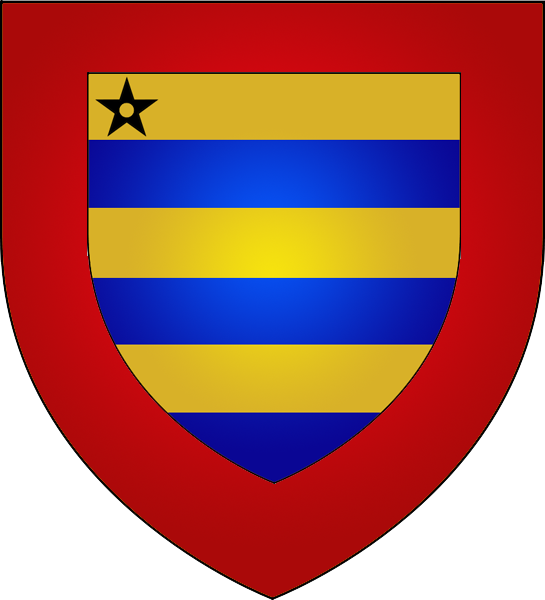
Mersch
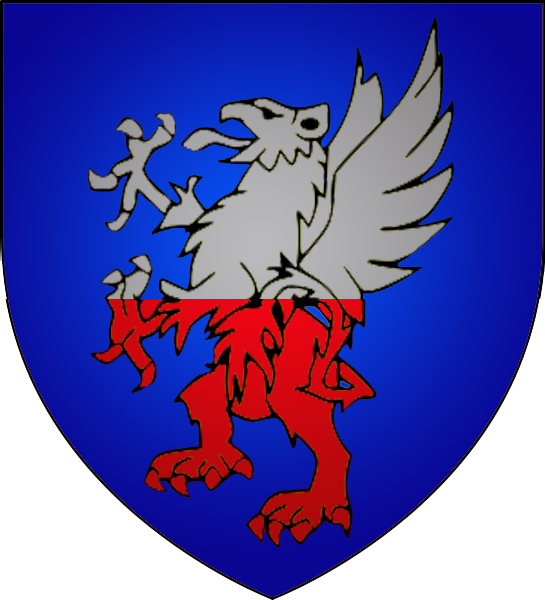
Mertert
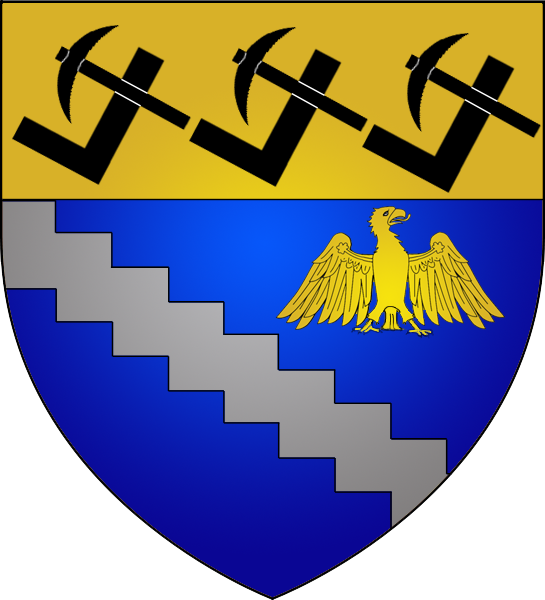
Merzig
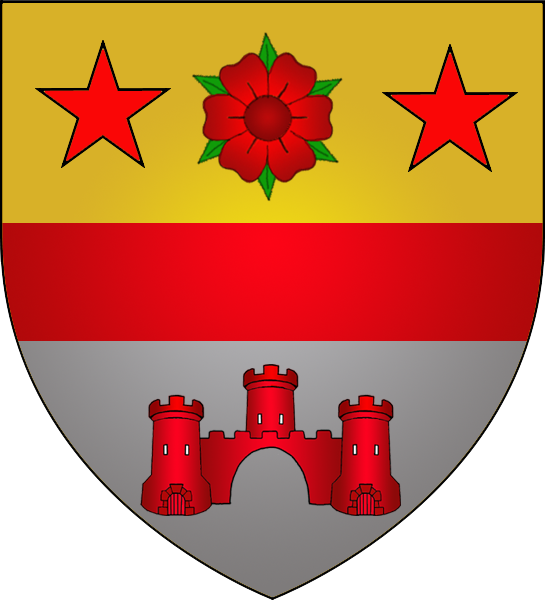
Mondercange
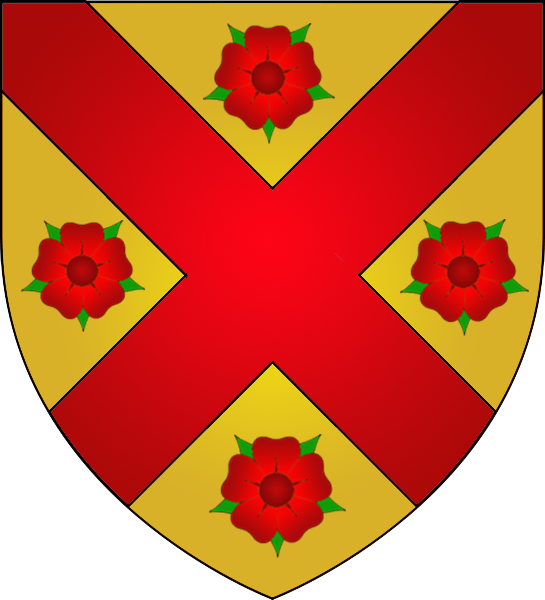
Mondorf-les-Bains
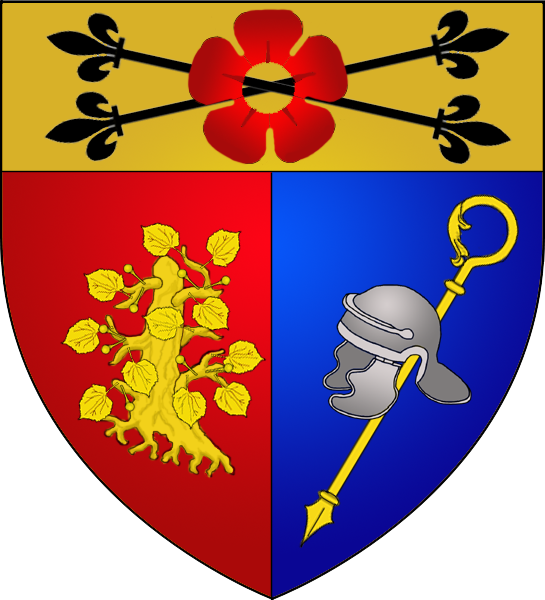
Niederanven
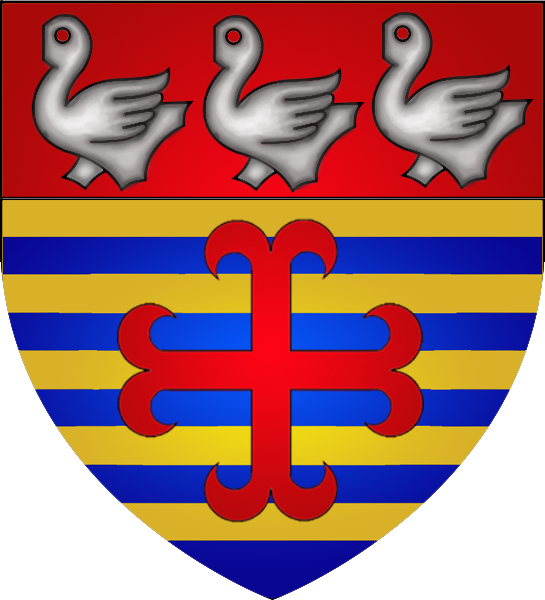
Nommern
Parc Hosingen
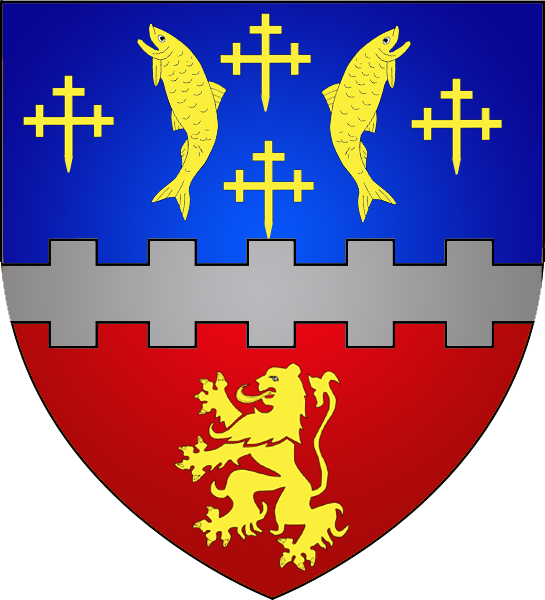
Pétange
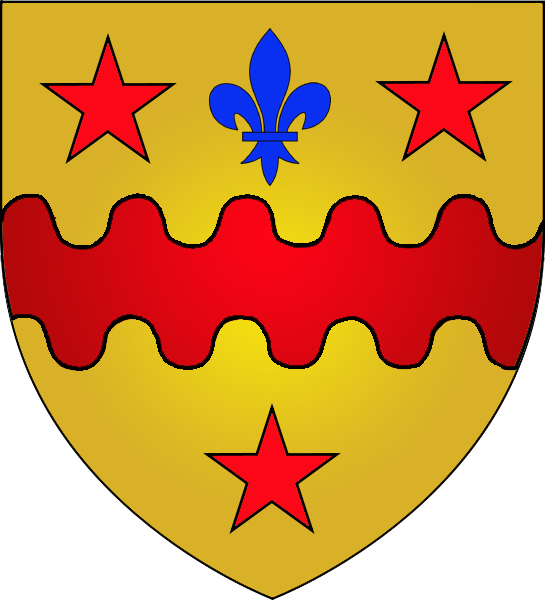
Préizerdaul
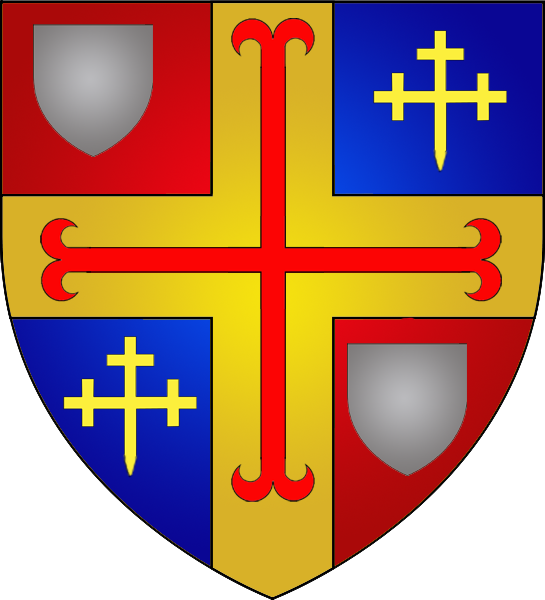
Putscheid
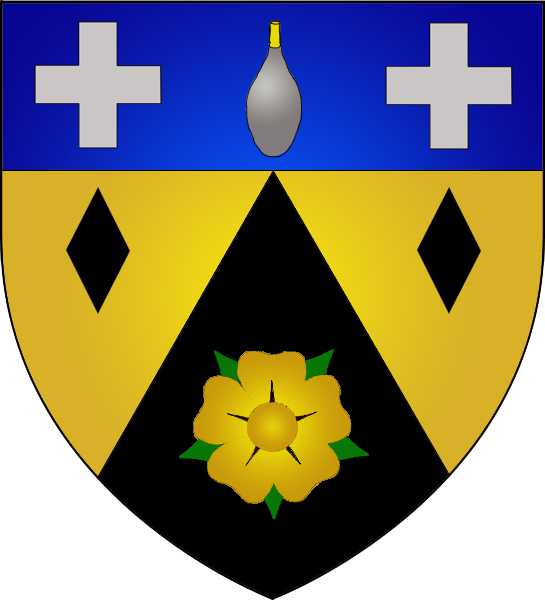
Rambrouch
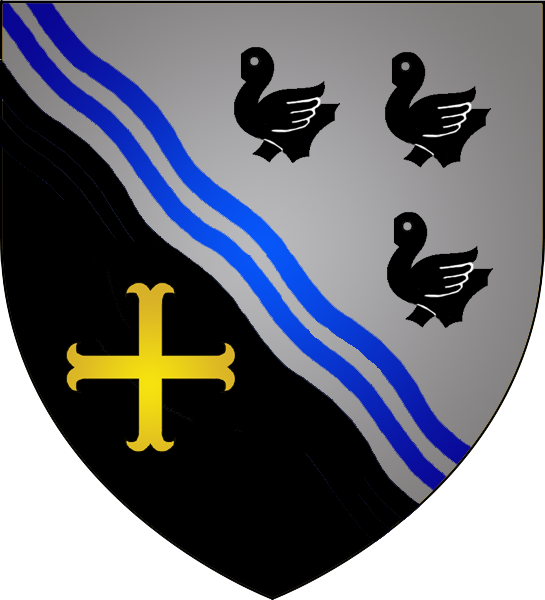
Reckange-sur-Mess
Redange
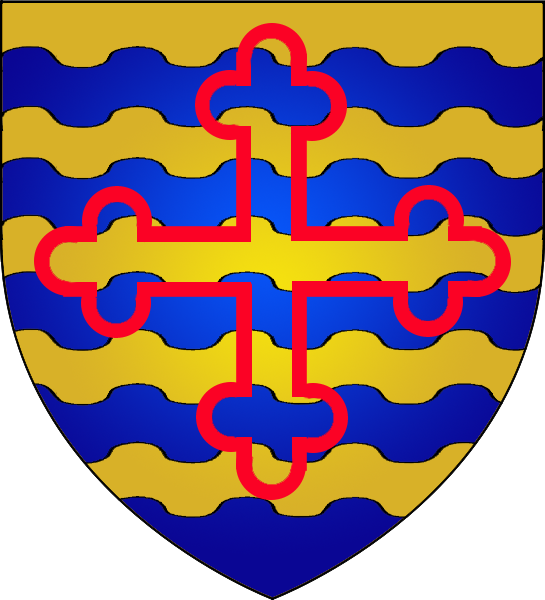
Reisdorf
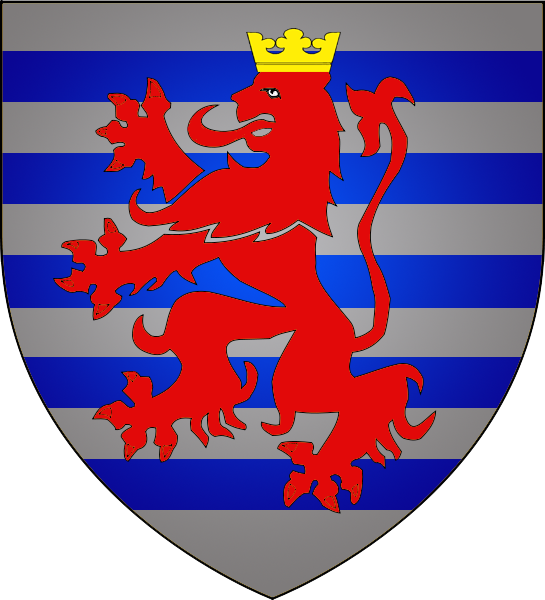
Remich
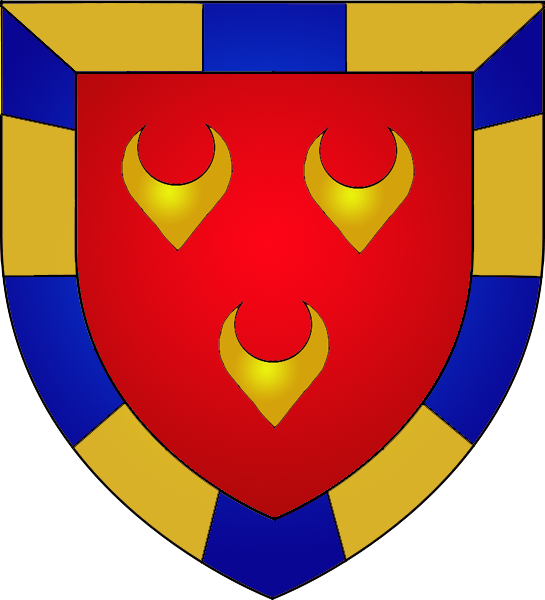
Roeser
Rosport-Mompach
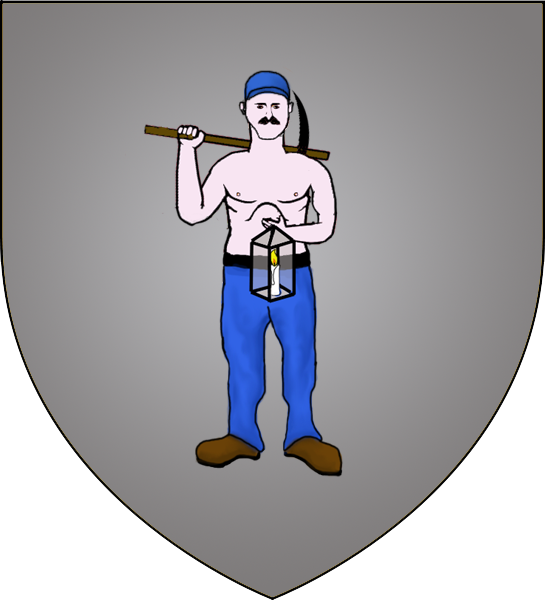
Rumelange
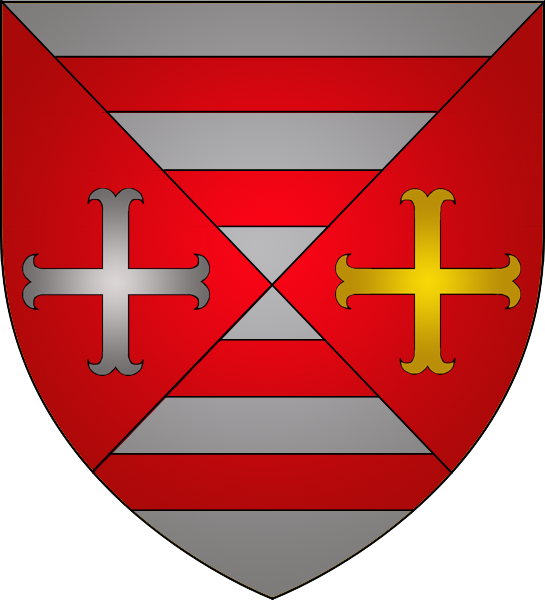
Saeul
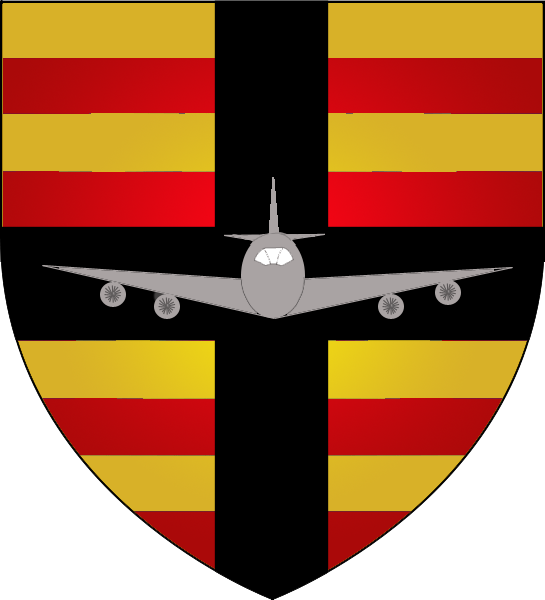
Sandweiler
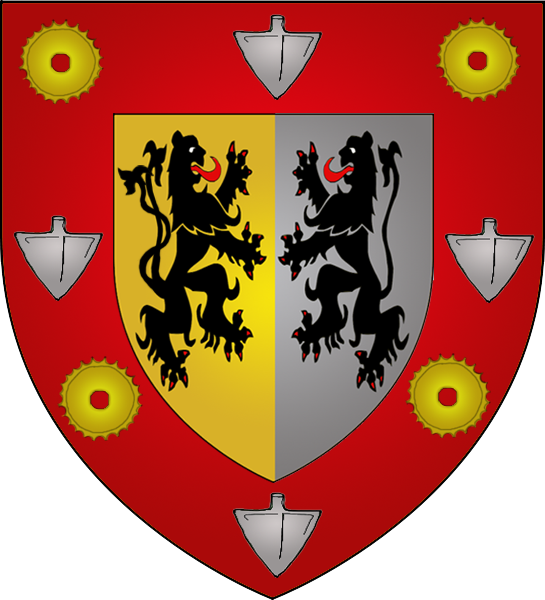
Sanem
Schengen
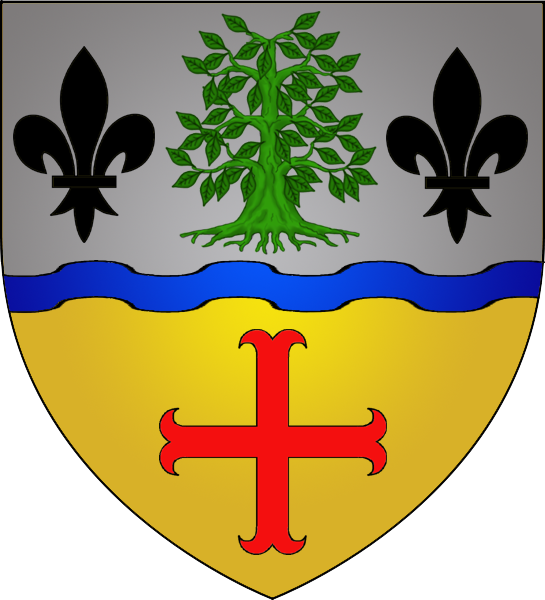
Schieren
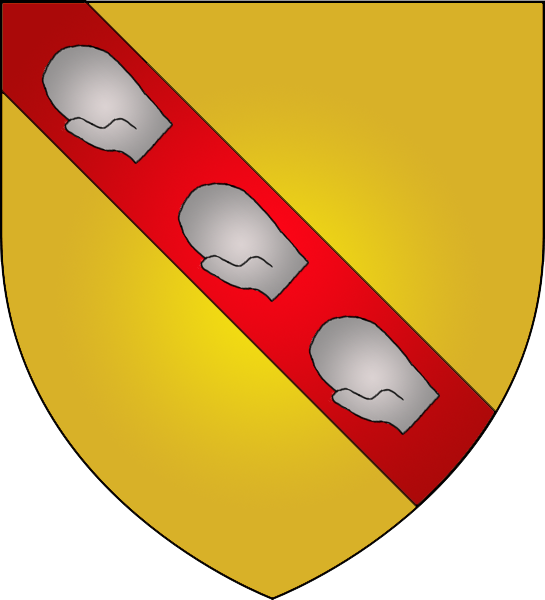
Schifflange
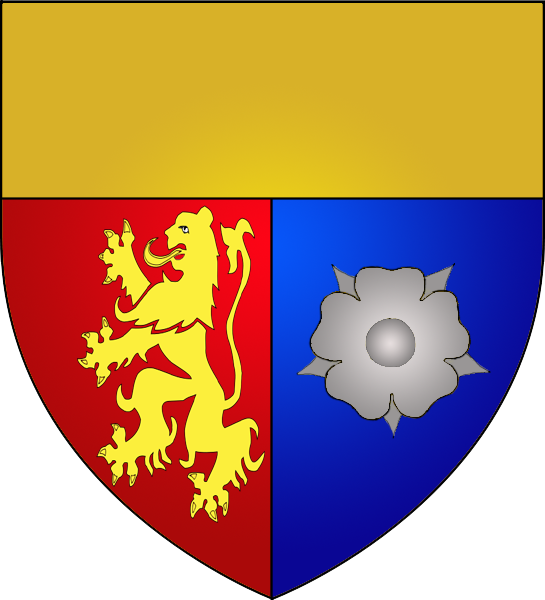
Schuttrange
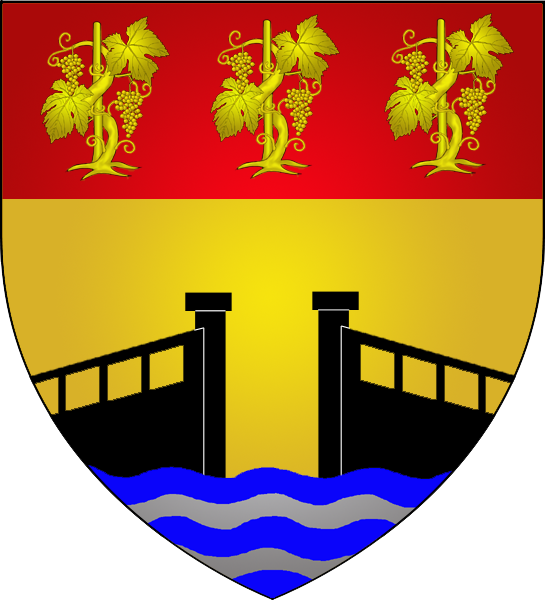
Stadtbredimus
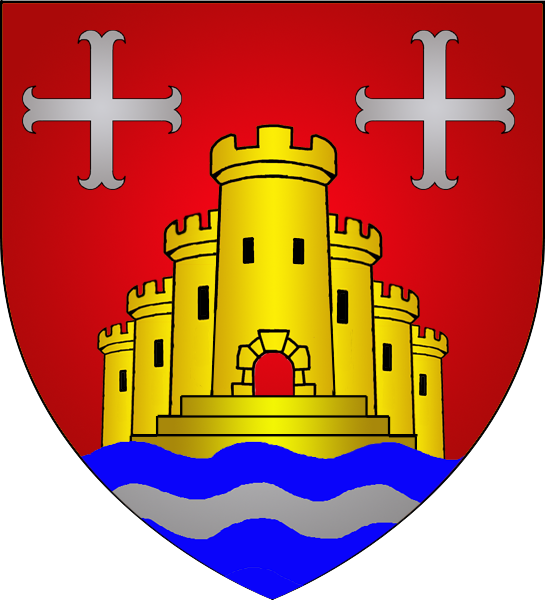
Steinfort
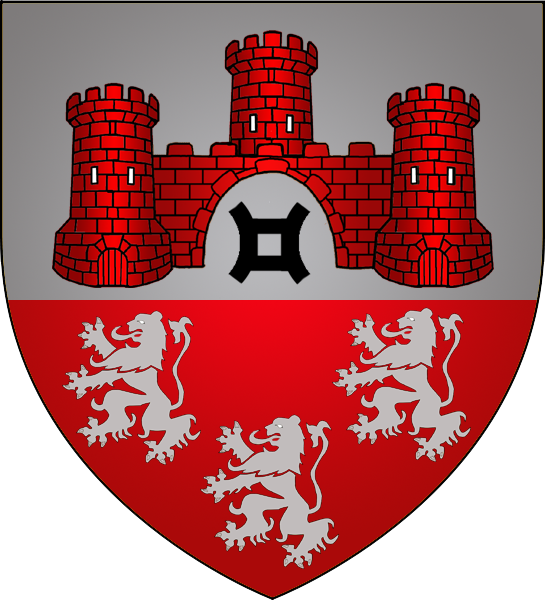
Steinsel
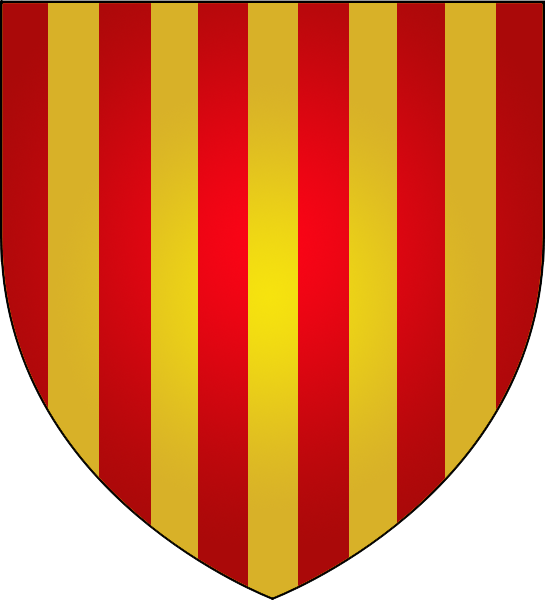
Strassen
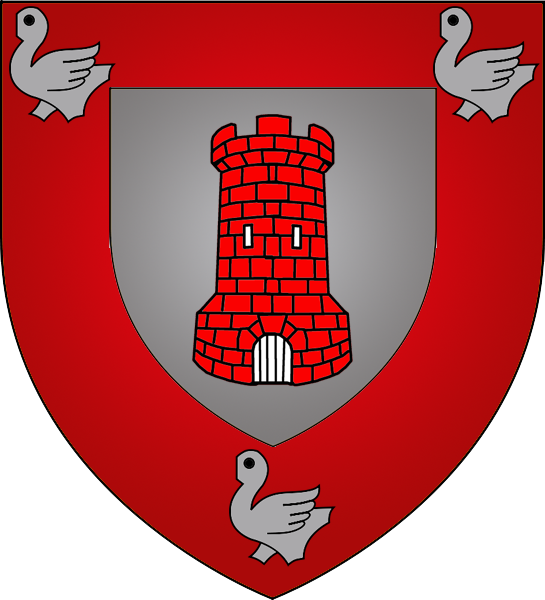
Tandel
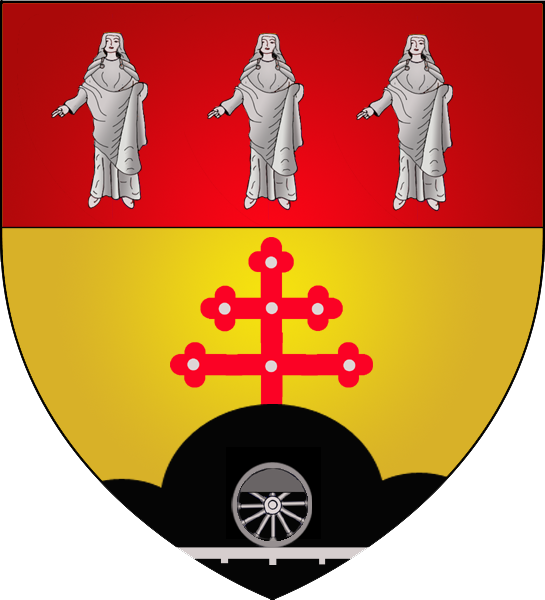
Troisvierges
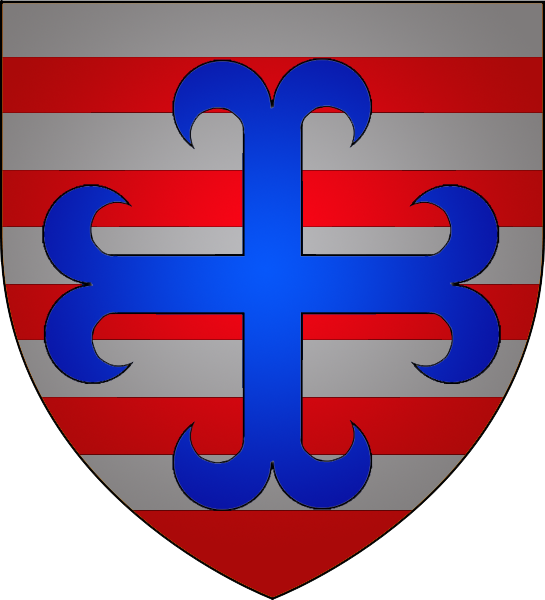
Useldange
Vallée de l'Ernz
Vianden
Vichten
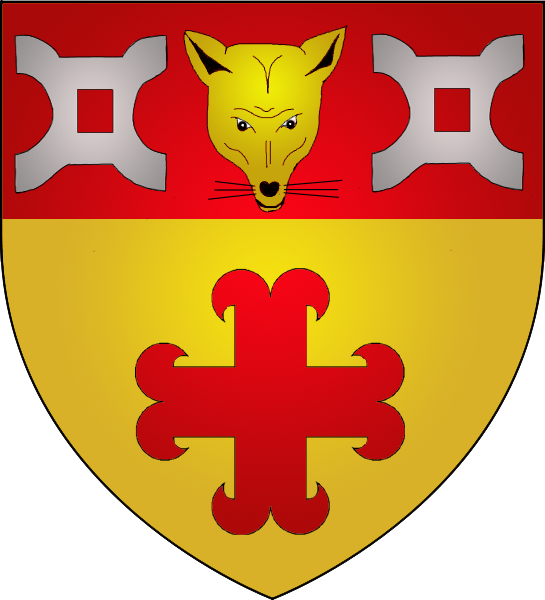
Waldbillig
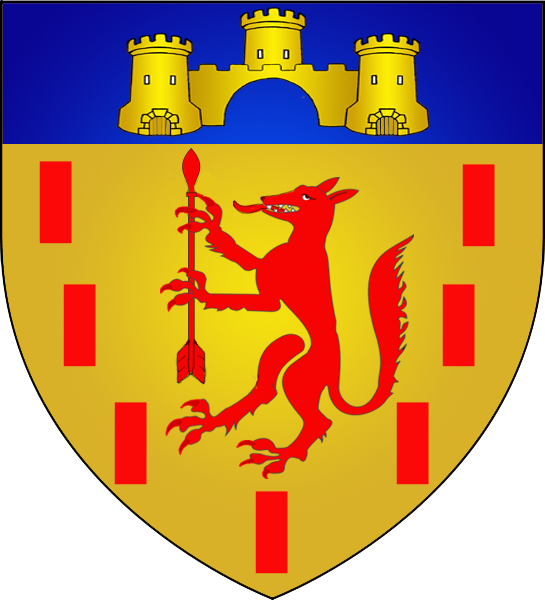
Walferdange
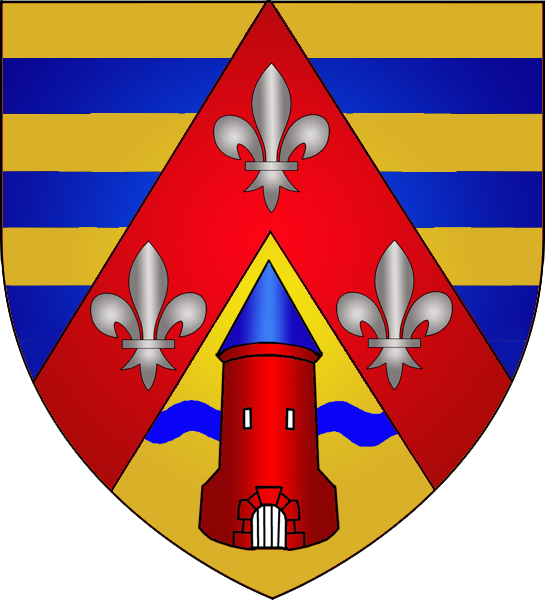
Weiler-la-Tour
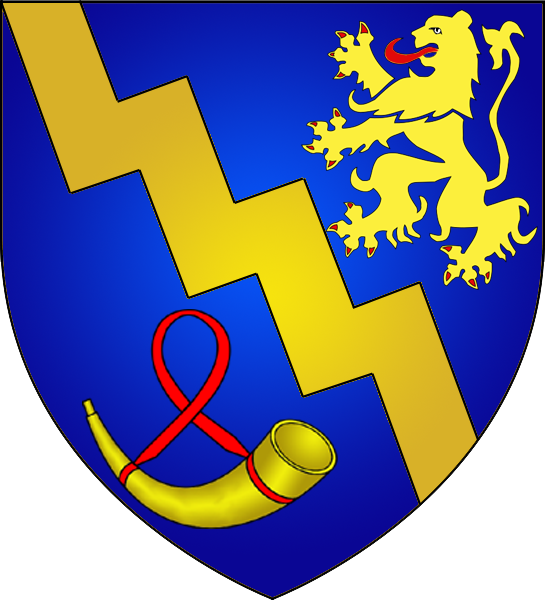
Weiswampach
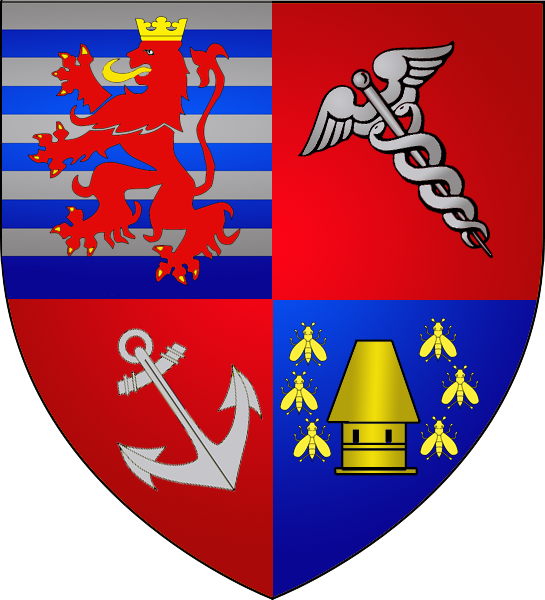
Wiltz
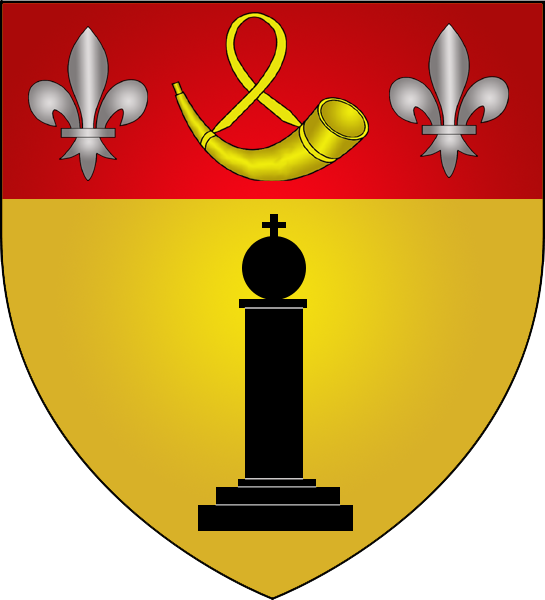
Wincrange
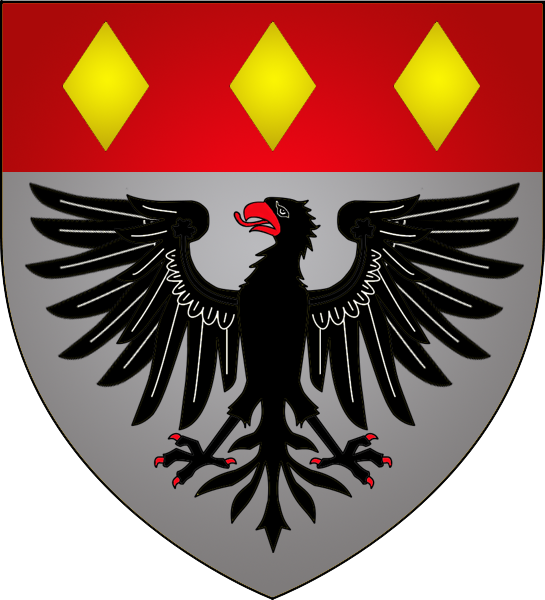
Winseler
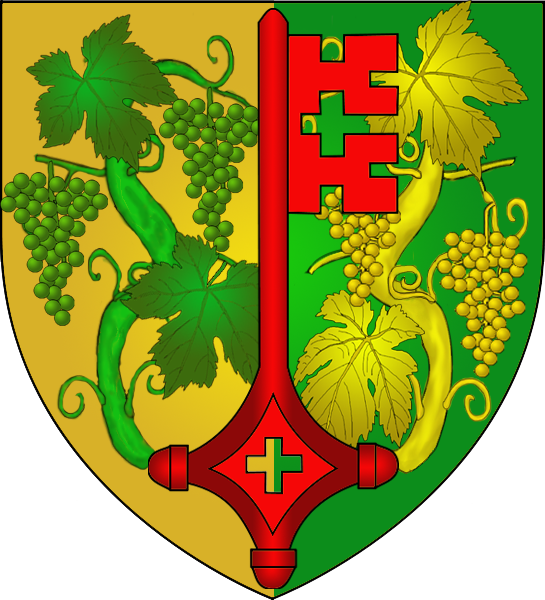
Wormeldange

## Tidigare kommuner

Bascharage
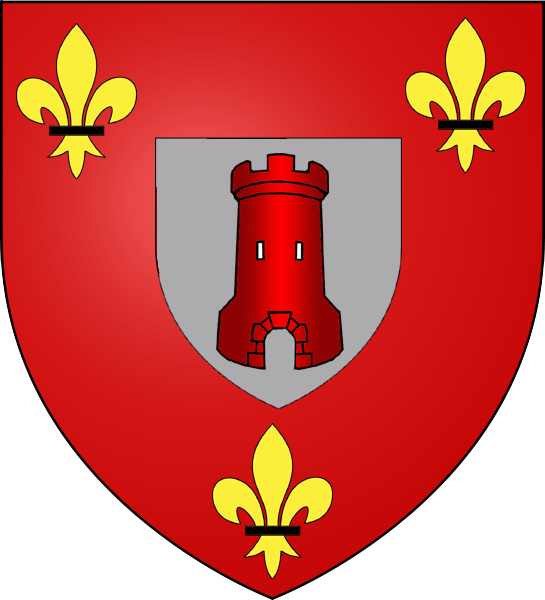
Bastendorf
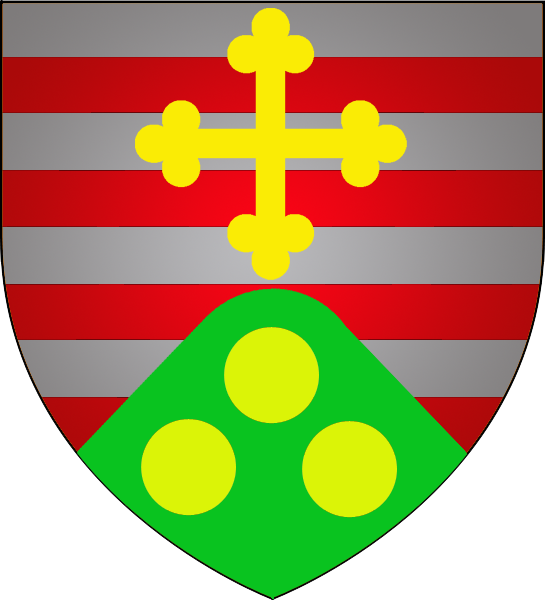
Boevange-sur-Attert
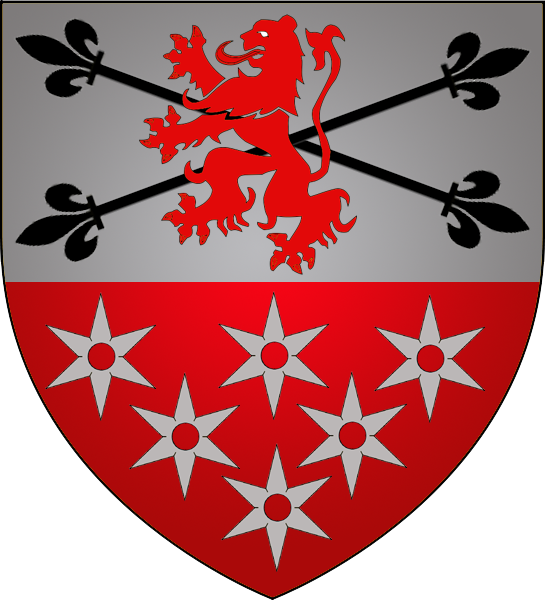
Bous
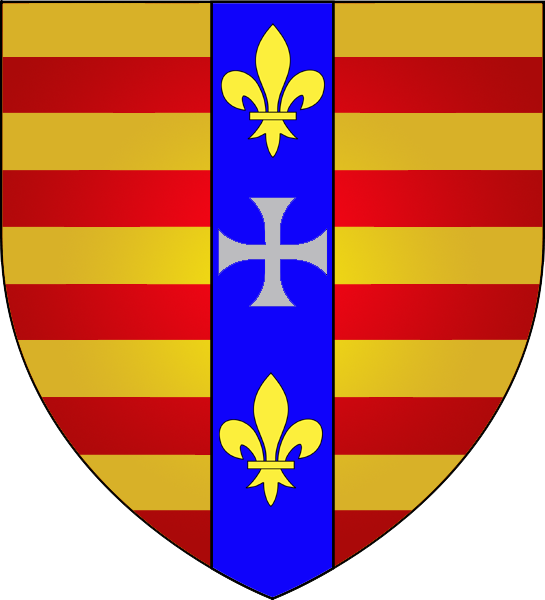
Burmerange
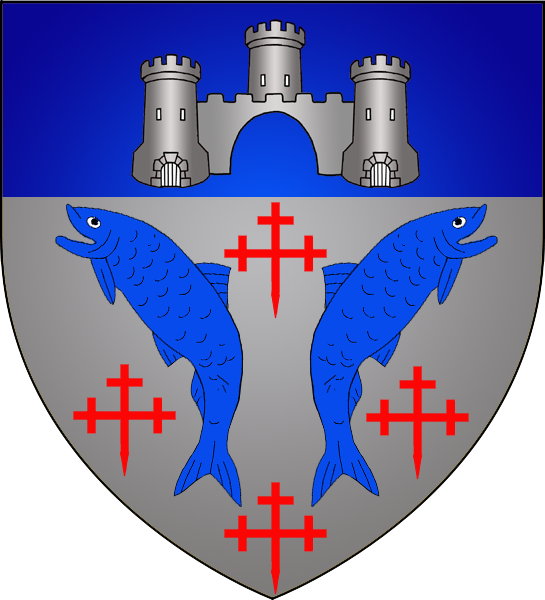
Clemency
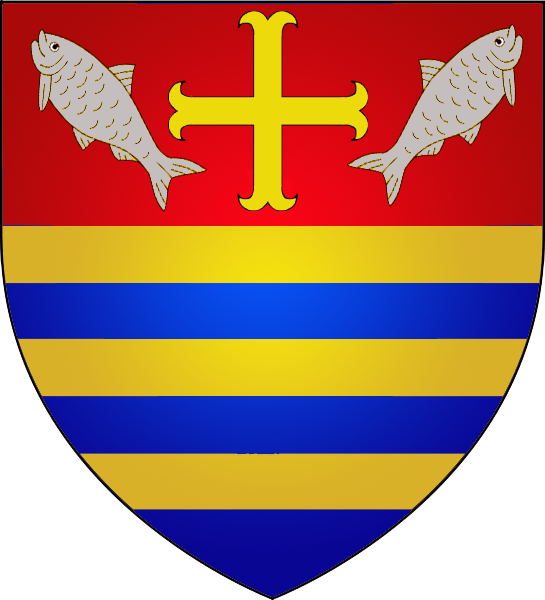
Consthum
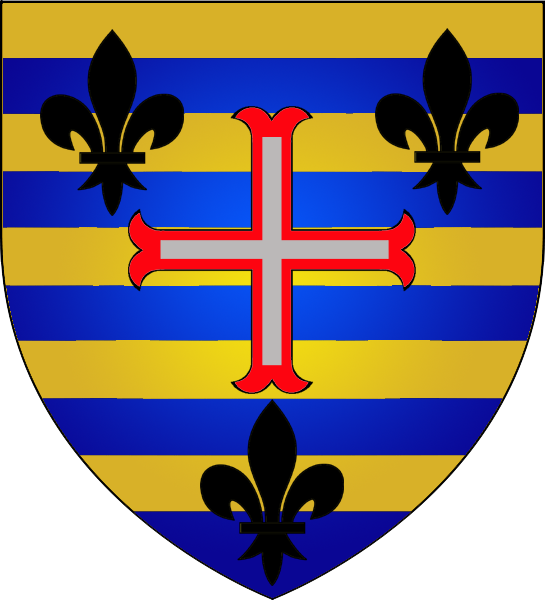
Ermsdorf
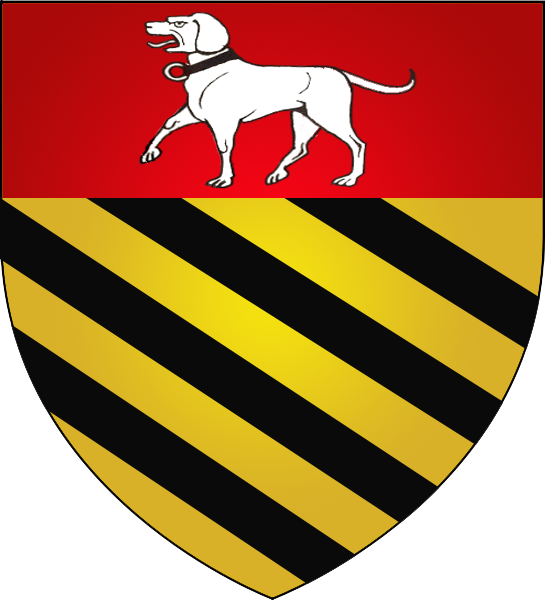
Eschweiler
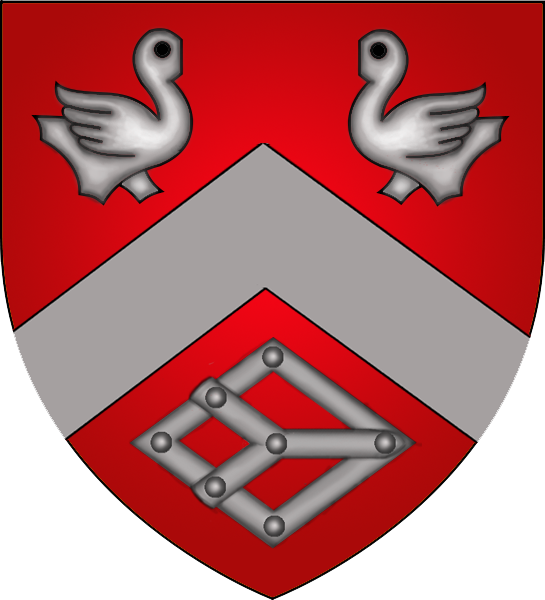
Fouhren
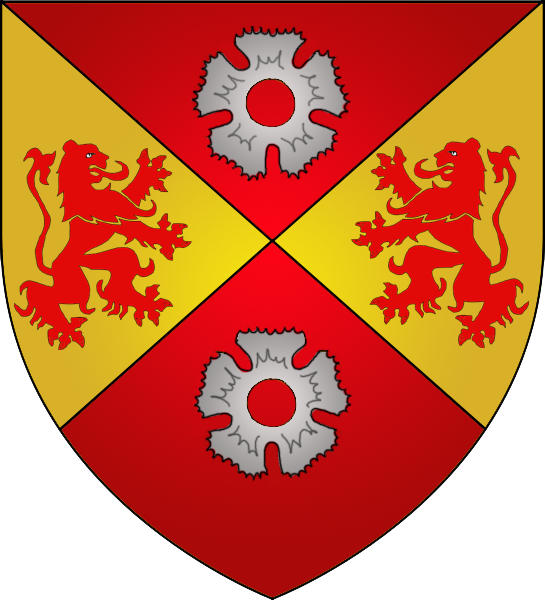
Grosbous
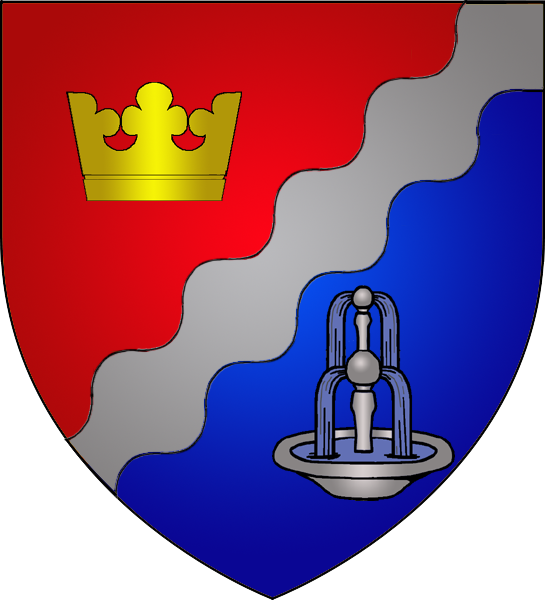
Hobscheid
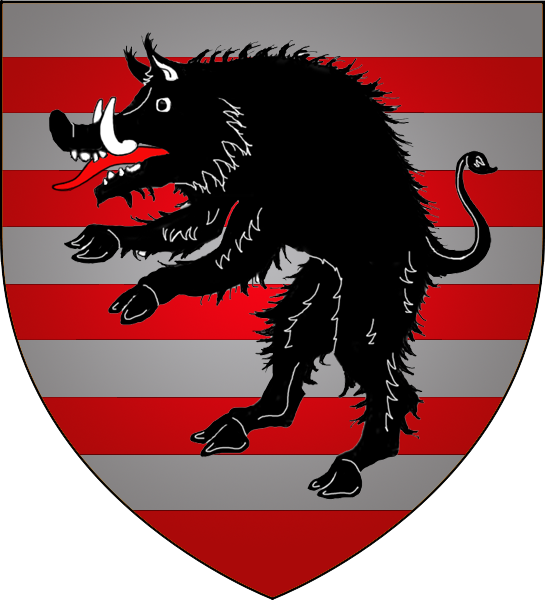
Heiderscheid
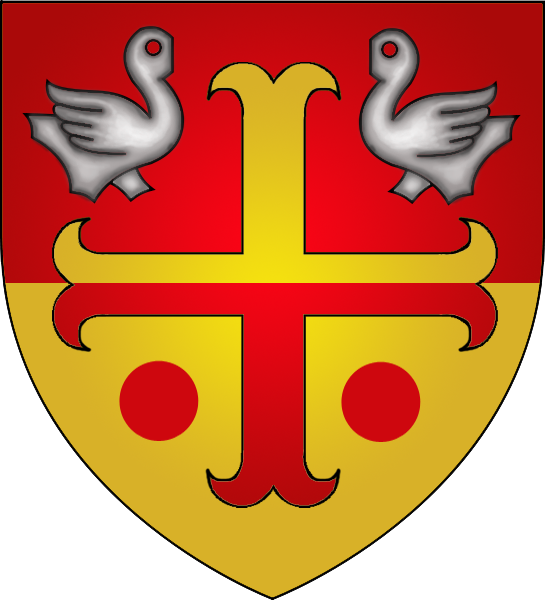
Heinerscheid
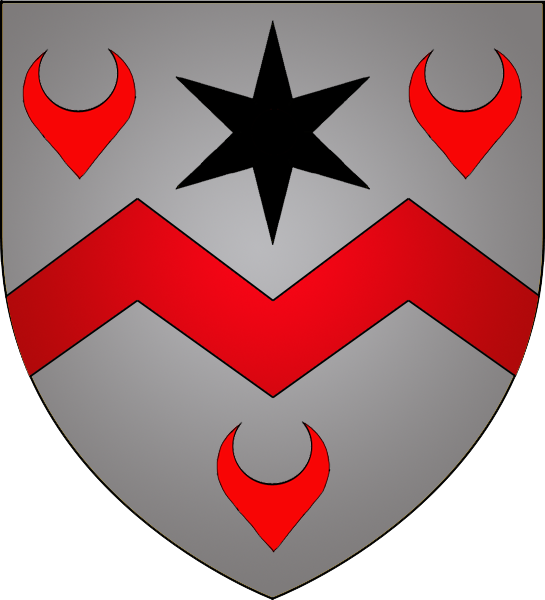
Hoscheid
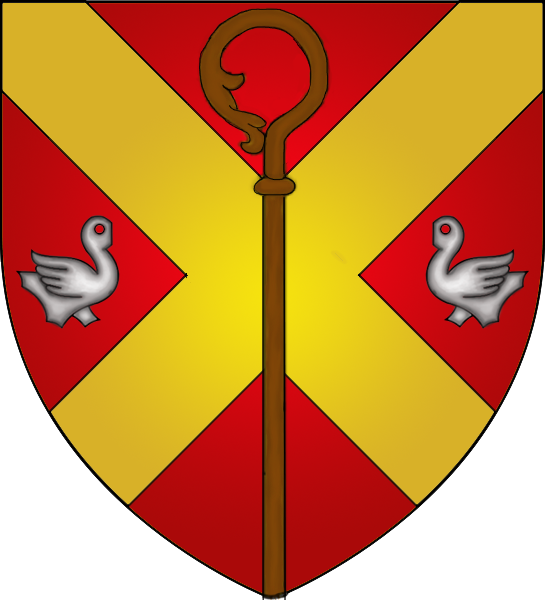
Hosingen
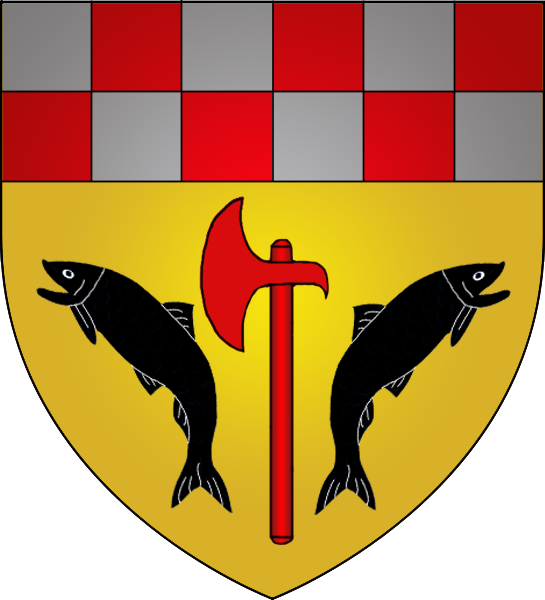
Kautenbach
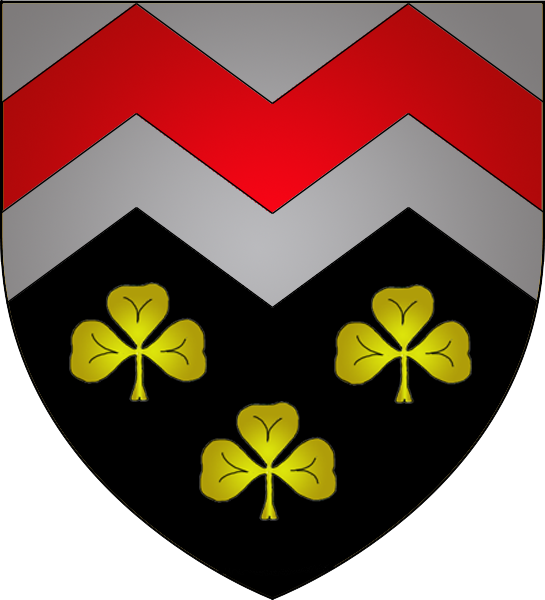
Medernach
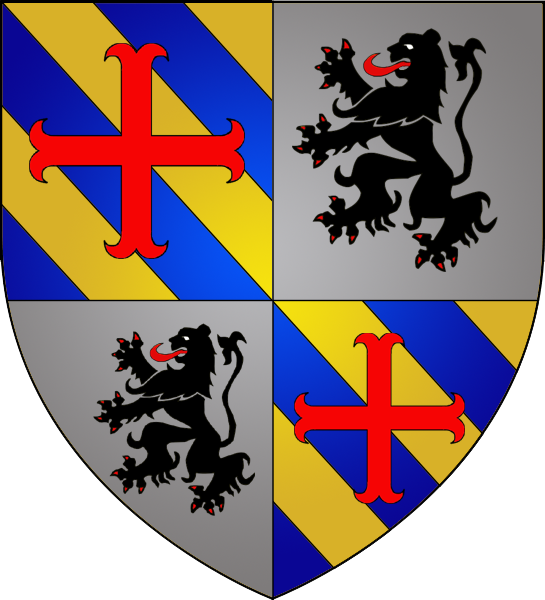
Mompach
Munshausen
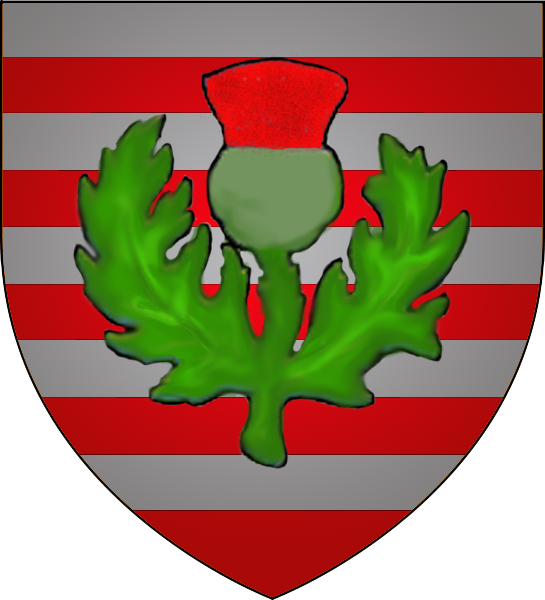
Neunhausen
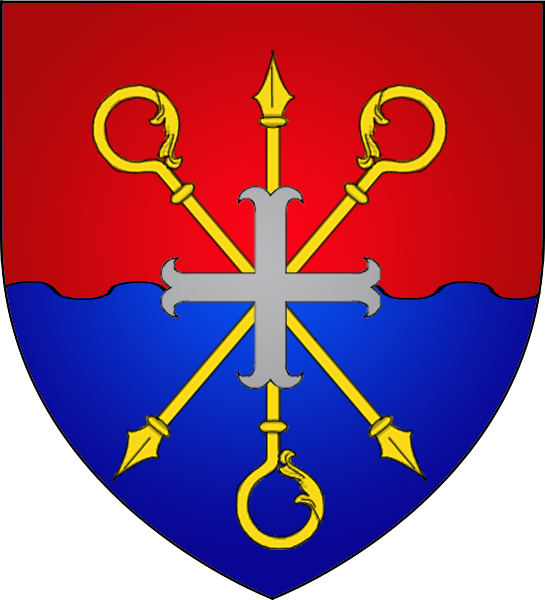
Rosport
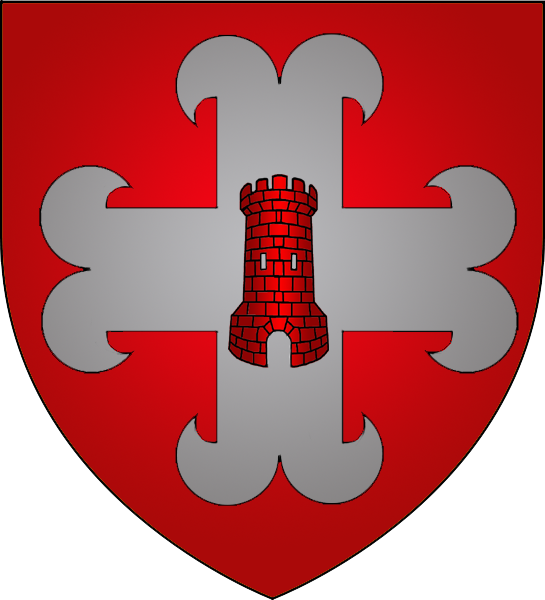
Septfontaines
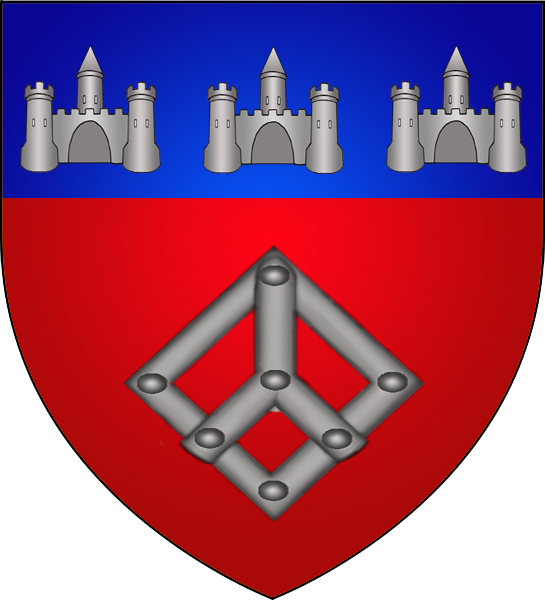
Tuntange
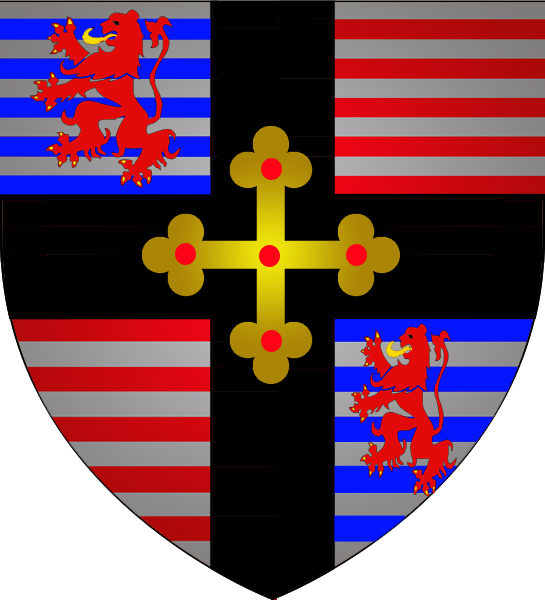
Wahl
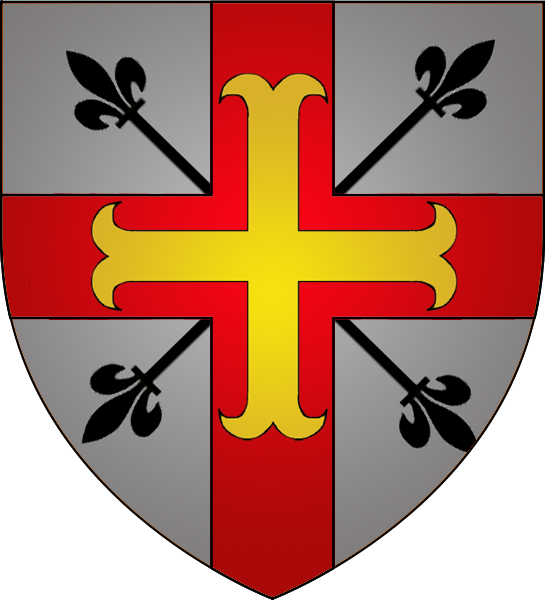
Waldbredimus
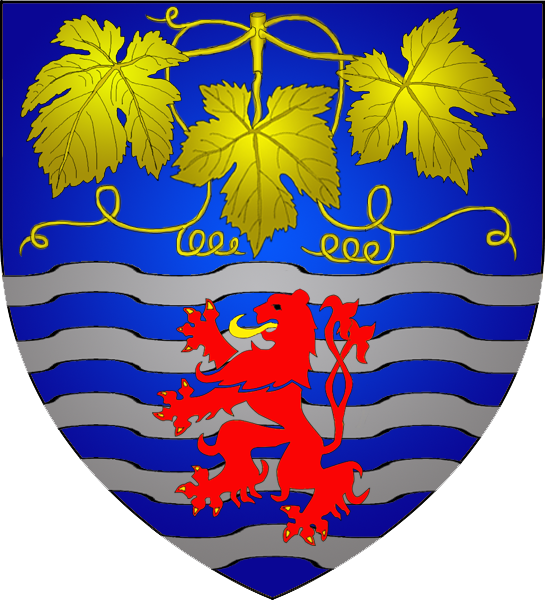
Wellenstein
Wilwerwiltz